# Умершие в апреле 2016 года
Это список известных людей, соответствующих установленным критериям значимости (см. Википедия:Критерии значимости персоналий), умерших в апреле 2016 года.
Причина смерти указывается лишь в исключительных случаях (убийство, самоубийство, гибель в результате военных действий, смертная казнь, ДТП или несчастные случаи). В остальных случаях — не указывается.

## 30 апреля

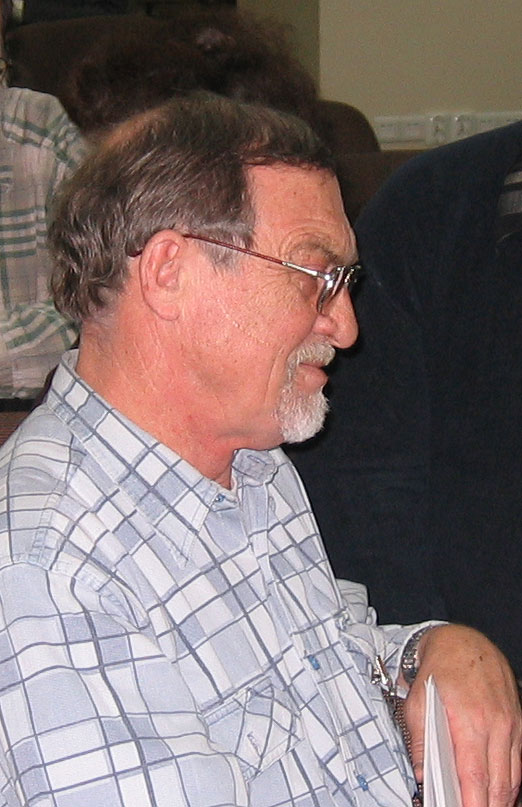
Василий Звягинцев

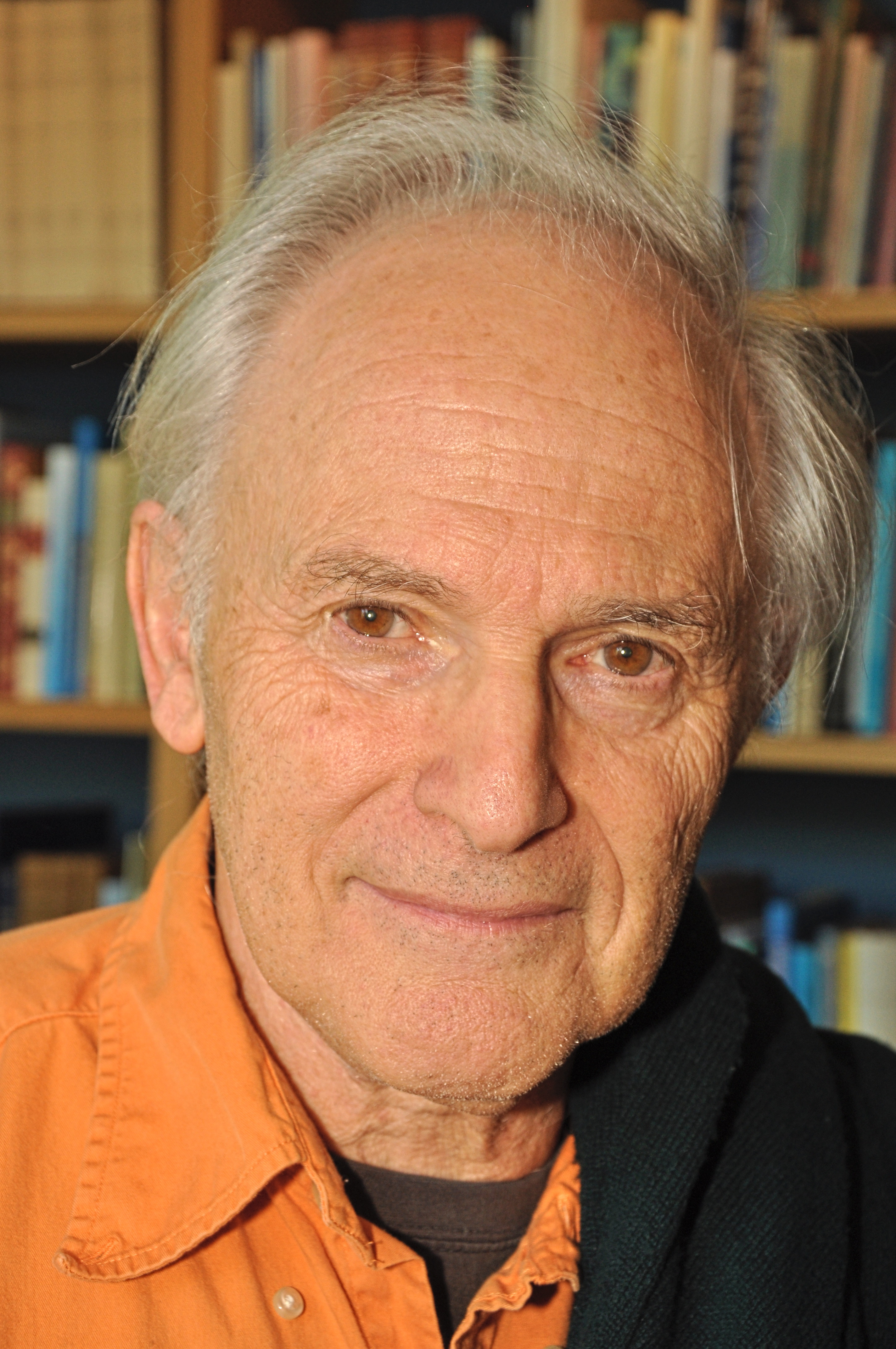
Харольд Крото

- Галковский, Александр Владимирович (71) — российский альтист, народный артист России (1994)[1].
- Думцева, Лидия Александровна (77) — советская и российская детская писательница (о смерти стало известно в этот день)[2].
- Звягинцев, Василий Дмитриевич (71) — российский писатель-фантаст[3].
- Крото, Харольд (76) — британский химик, лауреат Нобелевской премии по химии (1996)[4].
- Михайлов, Георгий Петрович (65)[значимость?] — российский писатель, психолог, историк[5].
- Найдёнова, Вера Афанасьевна (67) — советский партийный и государственный деятель, украинский организатор сельскохозяйственного производства, Герой Украины (2009)[6].
- Фридрихсен, Уве (81) — немецкий актёр[7][8].
- Христов, Георгий (70) — болгарский баскетболист[9].
- Худяков, Иван Дмитриевич (77) — советский и российский общественный деятель, председатель Тульского городского совета (1993), депутат Государственной думы III созыва от КПРФ[10].
- Царегородцев, Михаил Егорович (78) — советский и российский организатор производства, генеральный директор НПО «Сибцветметавтоматика» (Красноярск)[11].
- Эскобар, Марисоль (85) — венесуэльский и американский скульптор[12].

## 29 апреля

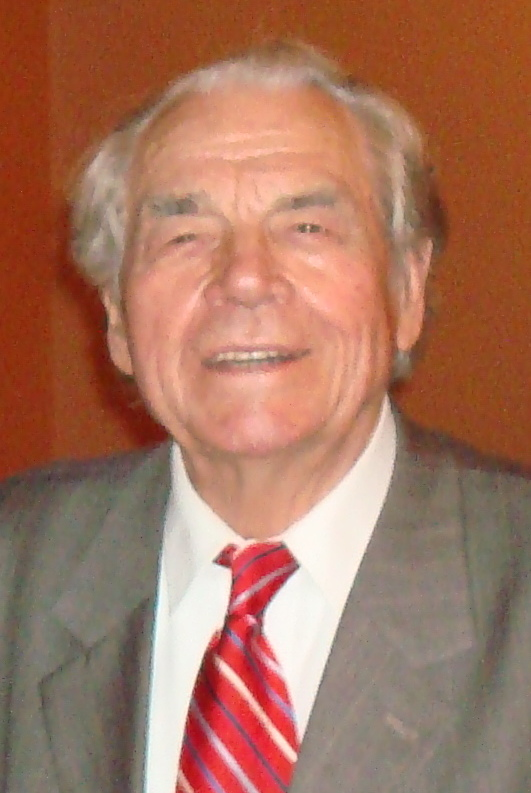
Дмитрий Гнатюк

- Акишин, Андрей Анатольевич (52) — советский и российский гандболист, чемпион СССР (1990) в составе астраханского «Динамо»[13].
- Гнатюк, Дмитрий Михайлович (91) — советский и украинский камерный и оперный певец (баритон), режиссёр, педагог, народный артист СССР (1960), Герой Социалистического Труда (1985), Герой Украины (2005)[14].
- Диюэл, Патрик (54) — один из самых тяжёлых людей в мире[15].
- Загурский, Войцех (87) — польский актёр театра и кино[16].
- Корона, Ренато (67) — филиппинский государственный деятель, председатель Верховного суда (2010—2012)[17].
- Кошкодан, Михай Феодосиевич (75) — советский и молдавский государственный деятель, вице-премьер-министр ССР Молдова и Республики Молдова[18].
- Кузин, Евгений Петрович (79) — советский, российский поэт и журналист[19].
- Чэнь Чжунши (74) — китайский писатель и сценарист[20].

## 28 апреля

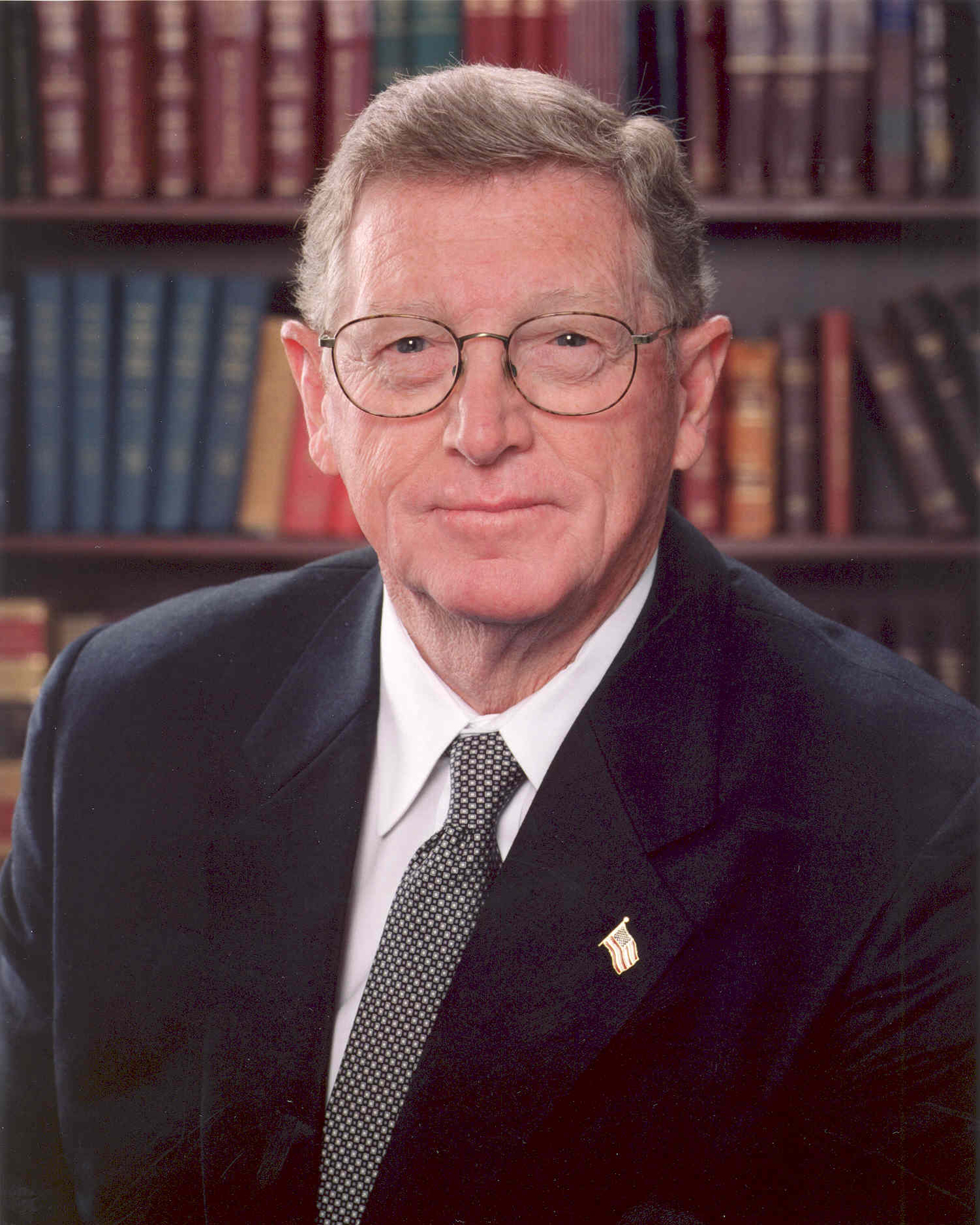
Конрад Бёрнс

- Бёрнс, Конрад (81) — американский государственный деятель, сенатор от штата Монтана (1989—2007).
- Девонов, Санат (83) — советский и узбекский актёр театра и кино, народный артист Узбекской ССР (1976)[21].
- Диски, Дженни (68) — британская писательница[22].
- Кронавиттер, Георг (88) — немецкий государственный деятель, обербургомистр Мюнхена (1972—1978 и 1984—1993)[23].
- Мурадян, Маргарита Григорьевна (89) — советская и армянская актриса, народная артистка Армянской ССР[24].
- Фесуненко, Игорь Сергеевич (83) — советский и российский журналист-международник, писатель, теле- и радиоведущий[25].

## 27 апреля
- Вершинин, Владимир Васильевич (74) — советский и российский журналист[26].
- Гавриков, Виктор Николаевич (58) — советский, литовский и швейцарский шахматист, международный гроссмейстер (1984)[27].
- Григолюнович, Зигисмунд (83) — советский и латвийский тренер по волейболу, мастер спорта СССР[28].
- Грудзень, Здислав (84 или 85) — польский театральный актёр[29].
- Зорин, Валентин Сергеевич (91) — советский и российский журналист-международник, историк, телеведущий; заслуженный работник культуры РСФСР (1973), лауреат Государственной премии СССР (1976)[30].
- Зубов, Валерий Михайлович (63) — губернатор Красноярского края (1993—1998), депутат Государственной думы от партии «Справедливая Россия»[31].
- Лютиков, Фёдор Павлович (85) — комбайнер совхоза «Россия» Алтайского района Хакасской автономной области, Герой Социалистического Труда[32].
- Прозорова, Людмила Андреевна (87) — российский физик, специалист в области магнетизма, член-корреспондент РАН (2003)[33].
- Рейнхольд, Отто (90) — немецкий экономист, иностранный член АН СССР (1976) de:Otto Reinhold (Wirtschaftswissenschaftler).
- Шило, Ростислав Александрович (75) — директор Новосибирского зоопарка (с 1969), заслуженный работник культуры РСФСР (1987)[34].

## 26 апреля

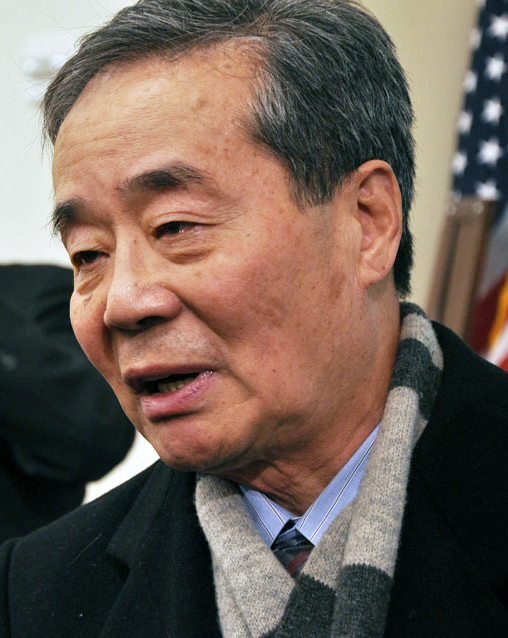
У Хунда

- Адинольфи, Уго (73) — итальянский киноактер[35].
- Аманулла Хан (82) — пакистанский кашмирский политический деятель, один из основателей (1977) и лидер Фронта освобождения Джамму и Кашмира[36].
- Батищев, Александр Иванович (87) — советский и российский тренер по греко-римской борьбе и художник[37].
- Мохамед, Мохамед Ханиффа (94) — ланкийский государственный деятель, спикер парламента Шри-Ланки (1989—1994)[38].
- Познер, Павел Владимирович (71) — советский и российский востоковед, брат тележурналиста В. В. Познера[39].
- Тихонов, Юрий Ильич (73) — советский и российский дипломат и кинодеятель; работник «Совэкспортфильма», и. о. директора «Союзмультфильма», директор студии «Диафильм» (1982—1986)[40].
- У Хунда (78) — китайский общественный деятель[41].
- Федоряченко, Даниил Данилович (90) — советский и украинский актёр, артист и директор-распорядитель Киевского национального театра драмы имени Ивана Франко, заслуженный деятель искусств и заслуженный работник культуры Украины[42].
- Юлыгин, Владимир Михайлович (80) — советский футболист и тренер, заслуженный тренер РСФСР[43].

## 25 апреля

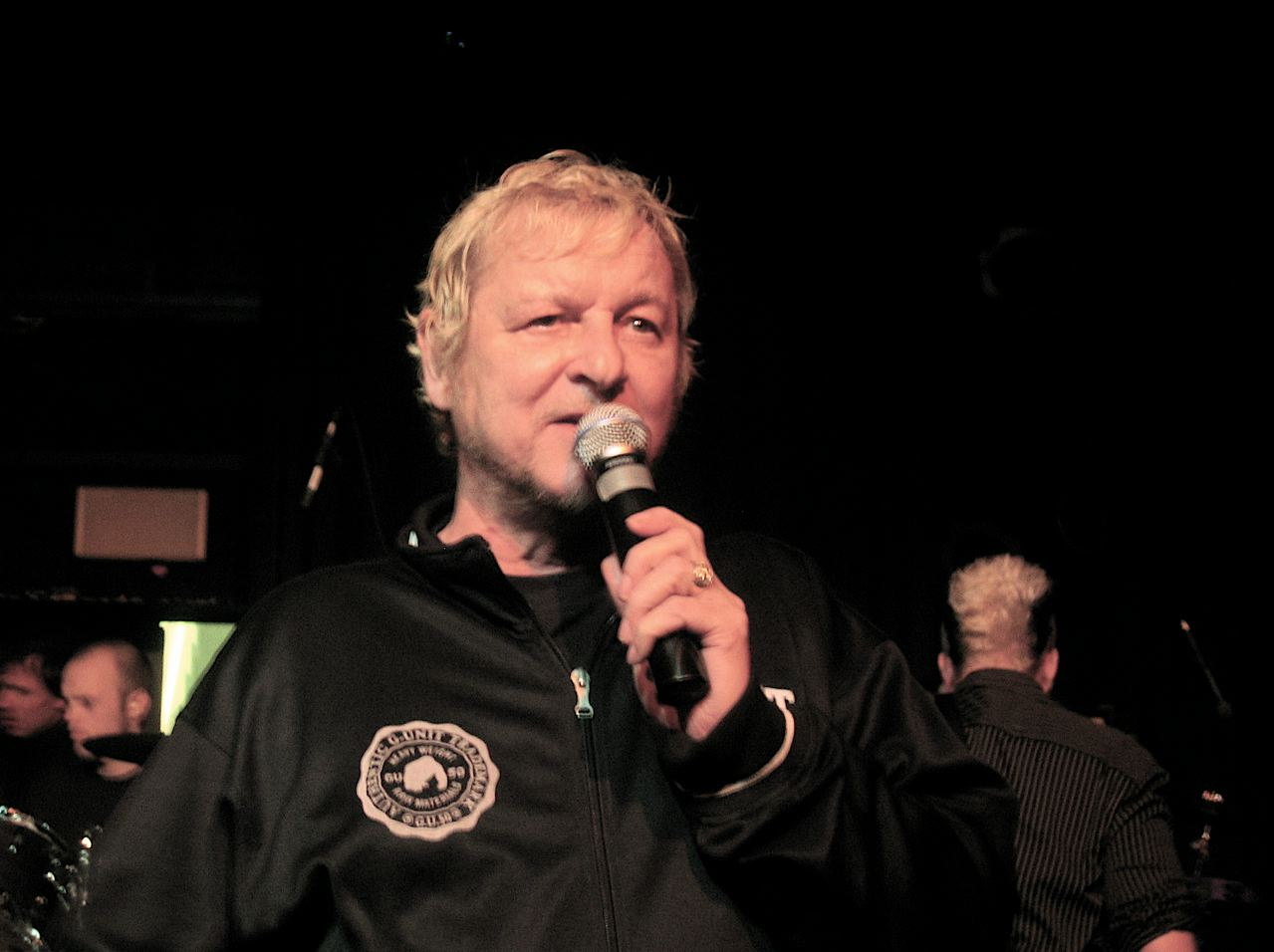
Вольфганг Рёде

- Абдурахмонов, Гани Абдурахманович (90) — советский и узбекский филолог, член Академии наук Республики Узбекистан, заслуженный деятель науки Узбекистана[44].
- Белли, Ремо (88) — американский музыкант, создатель первой в мире пластиковой барабанной мембраны, основатель компании Remo[45].
- Вессели, Рудольф (91) — австрийский актёр[46][47].
- Грей, Мартин (93) — французский писатель, переживший Холокост в Польше[48].
- Есиненку, Николае Гаврилович (75) — советский и молдавский писатель и киносценарист; инсульт[49].
- Копытов, Андрей Николаевич (46)[значимость?] — российский актёр телесериалов («Безмолвный свидетель-3»)[источник не указан 2066 дней].
- Леднёв, Василий Матвеевич (93) — советский и российский педагог, Герой Социалистического Труда (1968)[50].
- Ментешашвили, Тенгиз Николаевич (88) — советский грузинский партийный и государственный деятель, секретарь Президиума Верховного Совета СССР (1982—1989)[51].
- Мэй Баоцзю (82) — китайский актёр Пекинской оперы[52].
- Рёде, Вольфганг (65) — немецкий певец (Die Toten Hosen)[53].
- Утьев, Анатолий Иванович (73) — советский и казахский волейбольный тренер[54].

## 24 апреля

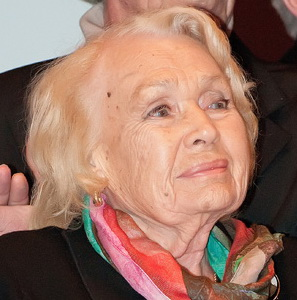
Нина Архипова

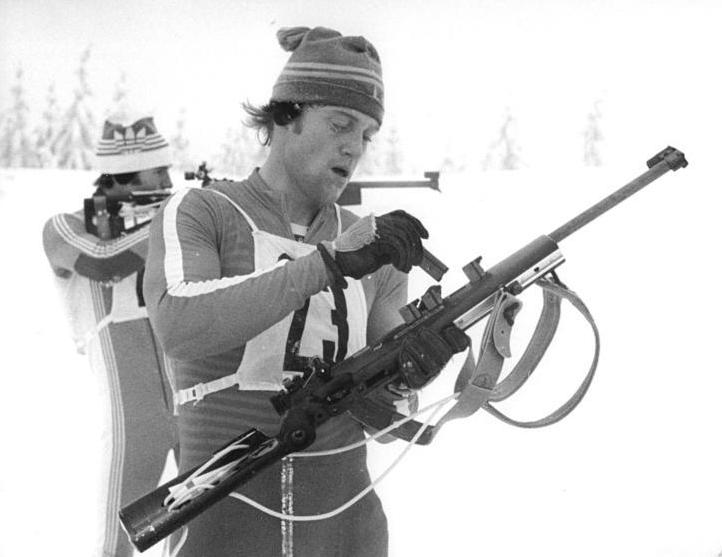
Клаус Зиберт

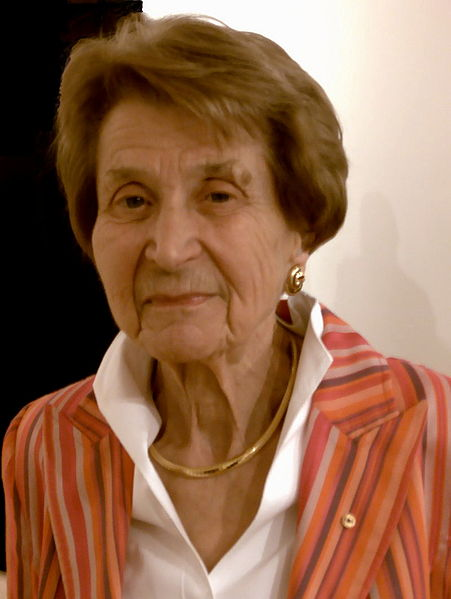
Инге Кинг

- Архипова, Нина Николаевна (94) — советская и российская актриса, артистка Московского академического театра Сатиры, народная артистка РСФСР (1988)[55].
- Бороздин, Олег Александрович (86) — советский и российский художник, заслуженный художник Российской Федерации[56].
- Боярчук, Анатолий Леонидович (55) — советский и российский тренер, вице-президент Федерации лёгкой атлетики Челябинской области и член президиума ВФЛА[57].
- Гомельская, Татьяна Викторовна (49) — российская баскетболистка и тренер, мастер спорта России, вдова Александра Гомельского[58].
- Зиберт, Клаус (60) — немецкий биатлонист и тренер, серебряный призёр зимних Олимпийских игр (1980) в эстафете, трехкратный чемпион мира (1978, 1979), тренер женской сборной Беларуси (2008—2014)[59].
- Кинг, Инге (100) — австралийский скульптор[60].
- Коно, Тамио (85) — американский тяжелоатлет, чемпион Летних Олимпийских игр 1952 года, серебряный призёр Летних Олимпийских Игр 1956 года[61].
- Папа Вемба (66) — конголезский эстрадный и фолк-певец[62].
- Пол, Билли (81) — американский эстрадный певец, первый исполнитель песни «Me and Mrs. Jones»; рак поджелудочной железы[63].
- Рагулин, Анатолий Павлович (74) — советский и российский хоккеист, мастер спорта международного класса, брат хоккеиста Александра Рагулина[64].
- Редлин, Терри (78) — американский художник[65].
- Уэймут, Джордж (79) — американский художник[66].
- Чэнь Шилу (96) — китайский учёный в области лётной механики[67].

## 23 апреля

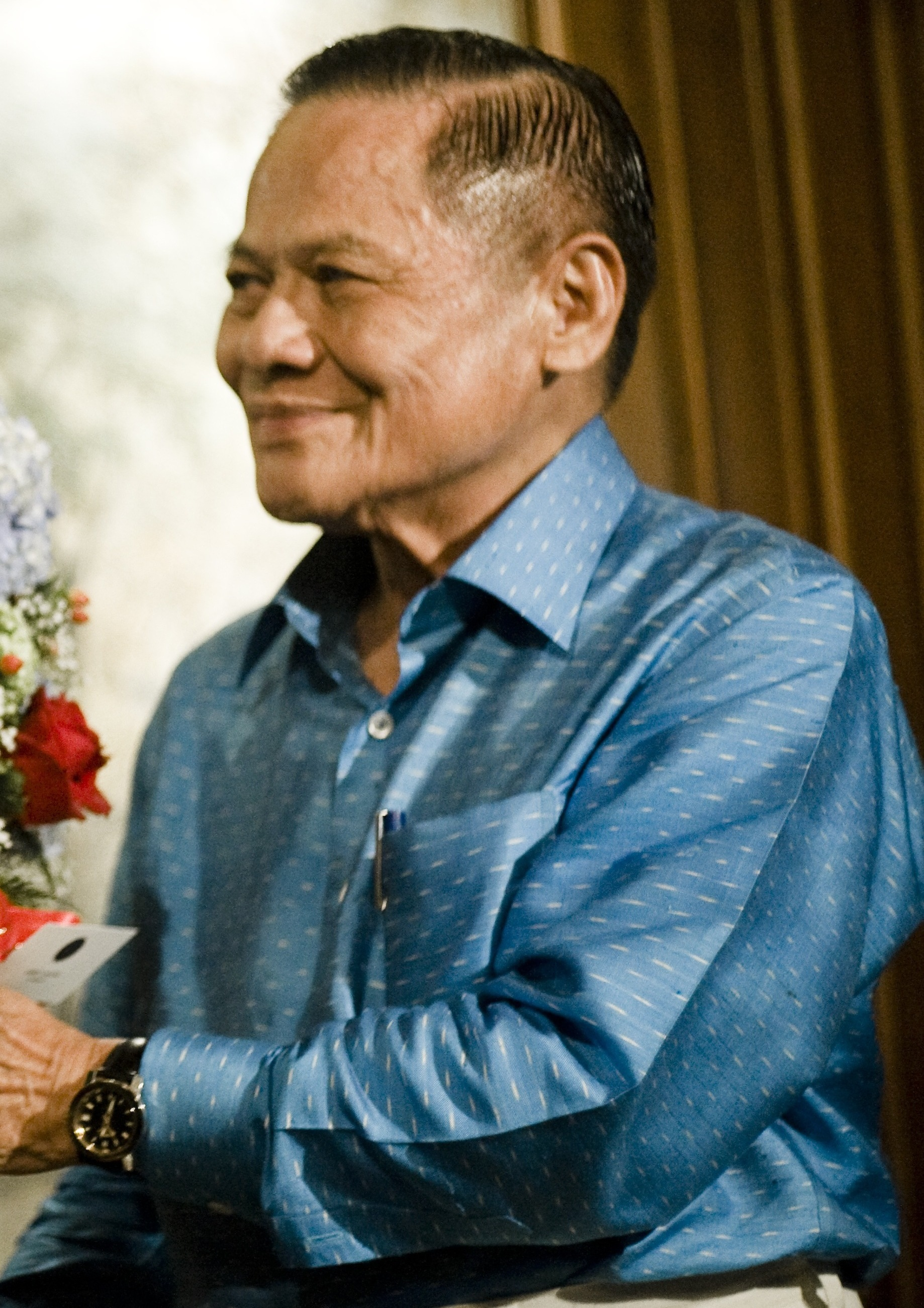
Банхан Синлапа-ача

- Виленский, Семён Самуилович (88) — советский диссидент, мемуарист, поэт и издатель[68].
- Добровольская, Халина (86) — польский сценограф[69].
- Кобрин, Вячеслав (58) — советский музыкант, основатель группы «Рок-сентябрь»[70].
- Гонсалес Сеара, Луис (79) — испанский государственный деятель, министр образования (1979—1981)[71].
- Перри, Жак (94) — французский писатель, лауреат премии Ренодо (1953)[72].
- Пикасо, Мигель (89) — испанский режиссёр, сценарист и актёр[73][74].
- Рыбарчик, Ежи (84) — польский художник[75].
- Синлапа-ача, Банхан (83) — тайский государственный деятель, премьер-министр Таиланда (1995—1996)[76].
- Суюнов, Виталий Баймуратович (78) — советский и узбекский футболист и тренер[77].
- Шервуд, Мадлен (93) — канадская актриса («Кошка на раскалённой крыше», «Летающая монахиня»)[78][79].
- Ясуда, Павел Хисао (94) — католический прелат, архиепископ Осаки (1978—1997)[80].

## 22 апреля
- Гринбергс, Ояр (73) — латвийский эстрадный певец[81].
- Даржай, Александр Александрович (71) — советский тувинский прозаик, поэт, журналист, переводчик и государственный деятель; народный писатель Тувы[82].
- Ефимов, Владимир Васильевич (79) — советский и российский учёный, ректор Ульяновского государственного технического университета (1989—1999), заслуженный деятель науки Российской Федерации[83].
- Кириченко, Светлана Тихоновна (80) — советский и украинский филолог, участница правозащитного движения в СССР[84].
- Манин, Виталий Серафимович (87) — советский и российский искусствовед, член-корреспондент Российской академии художеств, заслуженный деятель искусств РСФСР[85].
- Тугай, Анатолий Михайлович (76) — советский и украинский педагог, профессор, доктор технических наук, ректор Киевского национального университета строительства и архитектуры (1984—2012)[86].

## 21 апреля

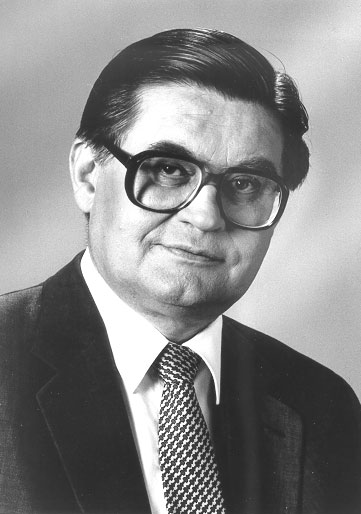
Ганс Кошник

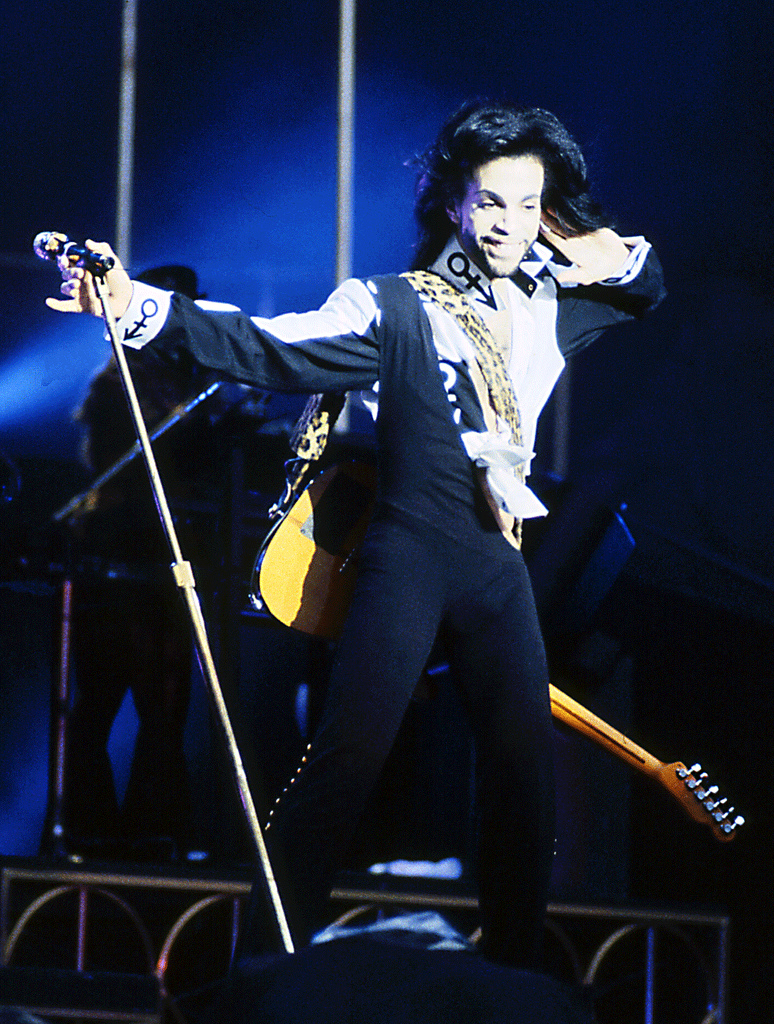
Принс

- Бесбаев, Муса Сулейменович (88) — советский и казахстанский учёный, основатель Казахстанской академии труда и социальных отношений[87].
- Дончев, Дончо Георгиев (77) — болгарский учёный-китаевед, посол Болгарии в КНР (1983—1989), доктор исторических наук при Институте Дальнего Востока РАН[88].
- Кошник, Ганс (87) — немецкий государственный деятель, бургомистр Бремена (1967—1985)[89].
- Лонни Мак (74) — американский музыкант и певец[90].
- Мигунов, Борис Иванович (84) — советский хозяйственный деятель, директор шахты «Подмосковная», почётный житель Тулы[91].
- Осиновский, Игорь Николаевич (87) — советский и российский историк и литературовед, почётный работник высшего профессионального образования Российской Федерации[92].
- Параги, Ференц (62) — венгерский легкоатлет, мировой рекордсмен в метании копья (1980)[93].
- Принс (57) — американский певец; передозировка[94].
- Самойлов, Владимир Павлович (88) — советский и российский организатор строительства, бывший генеральный директор НТЦ ПСО «Мосинжстрой» и ОАО «НТЦ», лауреат Государственной премии СССР, заслуженный строитель РСФСР[95].
- Томилов, Владимир Афанасьевич (70) — советский и российский боксёр, мастер спорта СССР .
- Хэмилтон, Гай (93) — британский кинорежиссёр[96].

## 20 апреля

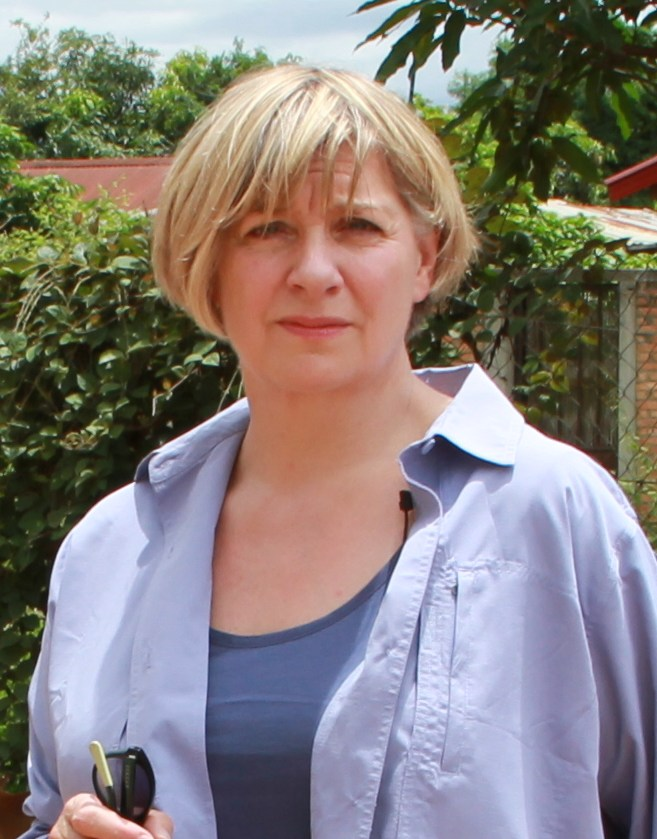
Виктория Вуд

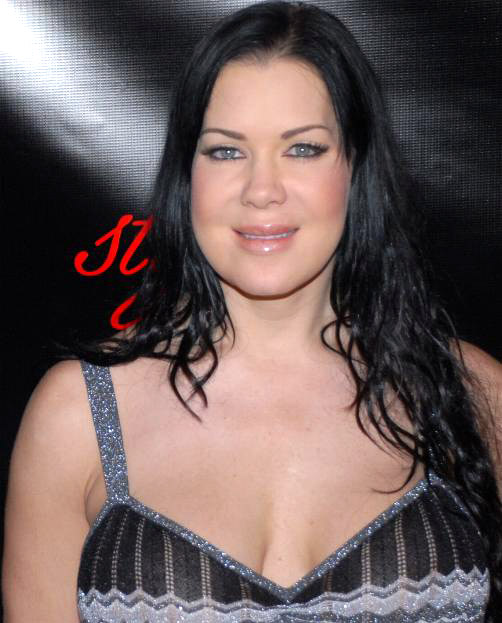
Чайна

- Астафьев, Владимир Николаевич (75) — советский и российский научный работник и инженер, доктор технических наук, один из пионеров разработки сахалинского шельфа[97].
- Борисов, Юрий Николаевич (78) — советский и украинский организатор промышленного производства, директор Днепровского металлургического комбината (1990—1994), лауреат премии Совета Министров СССР[98].
- Вашингтон, Дуэйн (52) — американский профессиональный баскетболист, выступавший в НБА[99].
- Видяев, Борис Павлович (79) — советский и российский организатор промышленного производства, генеральный директор Горьковского автомобильного завода (1986—1994), заслуженный работник промышленности СССР[100].
- Воглис, Яннис (78) — греческий актёр[101].
- Вуд, Виктория (62) — британская актриса[102].
- Гонсалес, Вельда (83) — пуэрто-риканская актриса и государственный деятель, временный президент Сената Пуэрто-Рико[103].
- Егерев, Виктор Сергеевич (92) — советский и российский архитектор, народный архитектор СССР (1988), действительный член Российской академии архитектуры и строительных наук[104].
- Забашта, Василий Иванович (97) — советский и украинский живописец и педагог, народный художник Украинской ССР[105].
- Кук, Синтия (96) — британская медсестра[106].
- Оздемироглу, Аттила (73) — турецкий композитор и аранжировщик[107].
- Панченко, Пётр Пантелеймонович (87) — советский и украинский историк.
- Ци Бэньюй (84) — китайский коммунист[108].
- Чайна (45) — американский профессиональный рестлер[109].

## 19 апреля

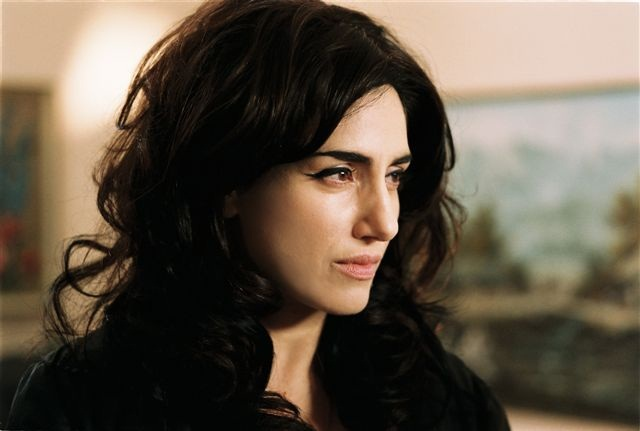
Ронит Алькабец

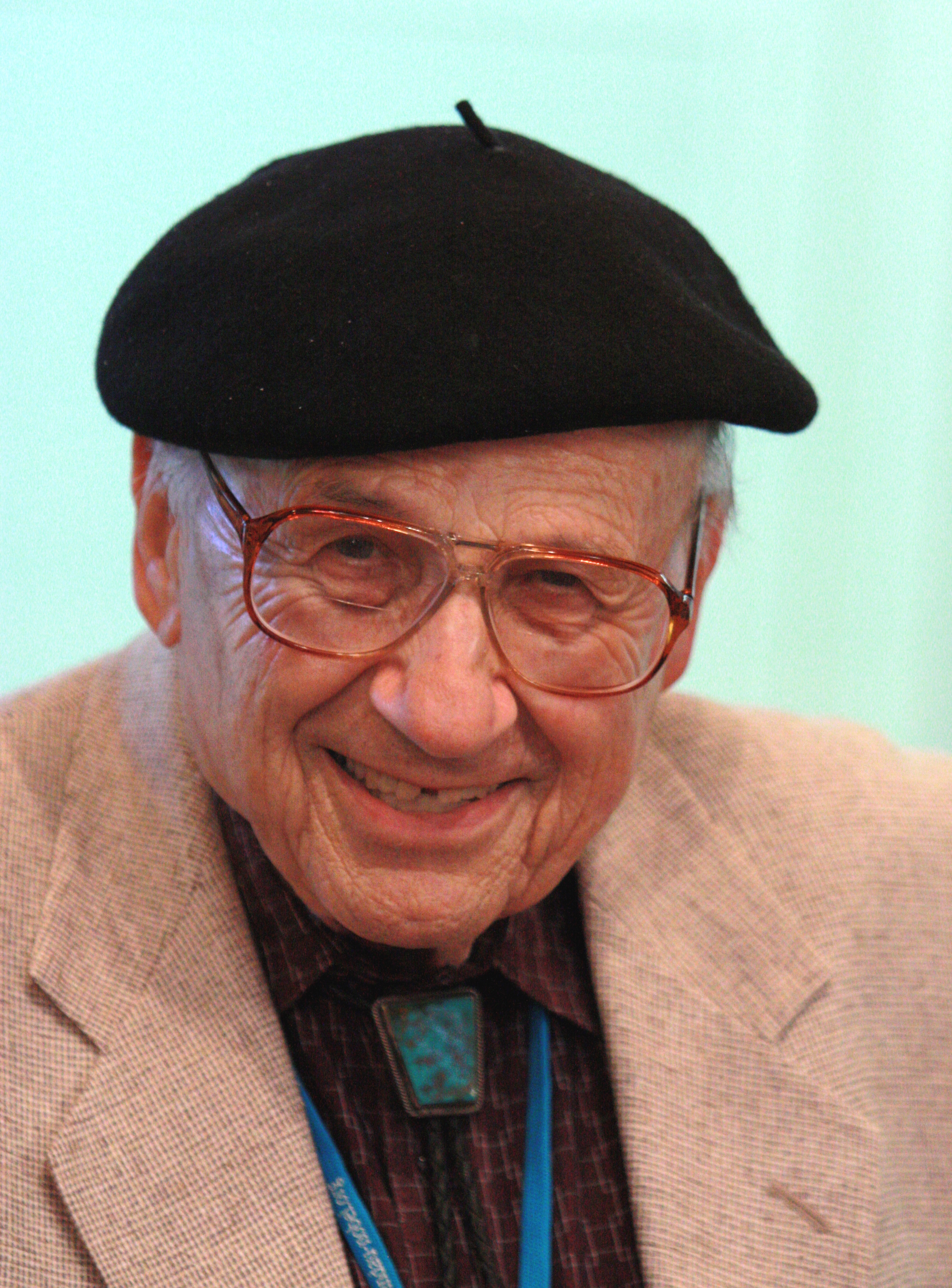
Вальтер Кон

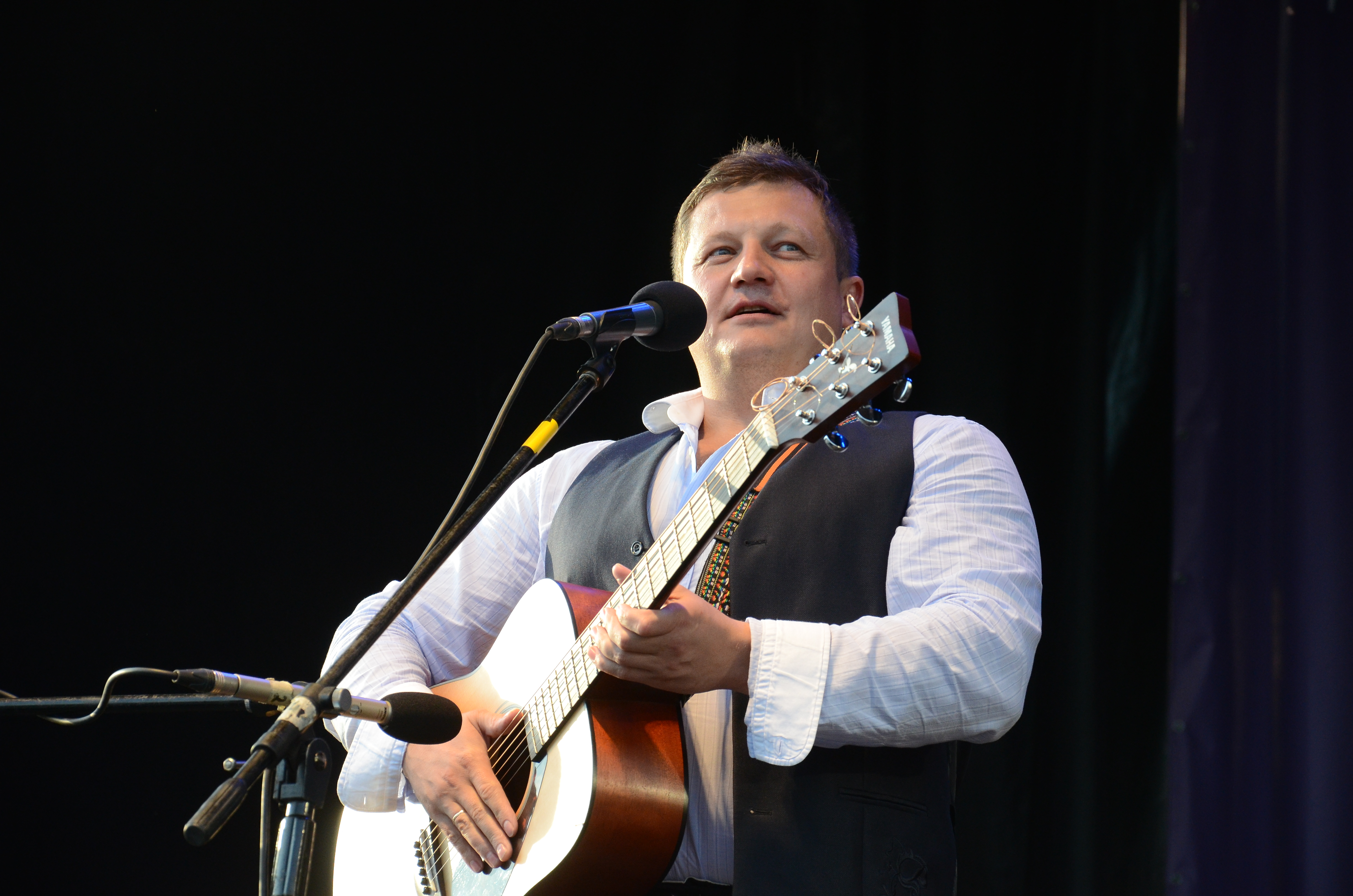
Павел Усанов

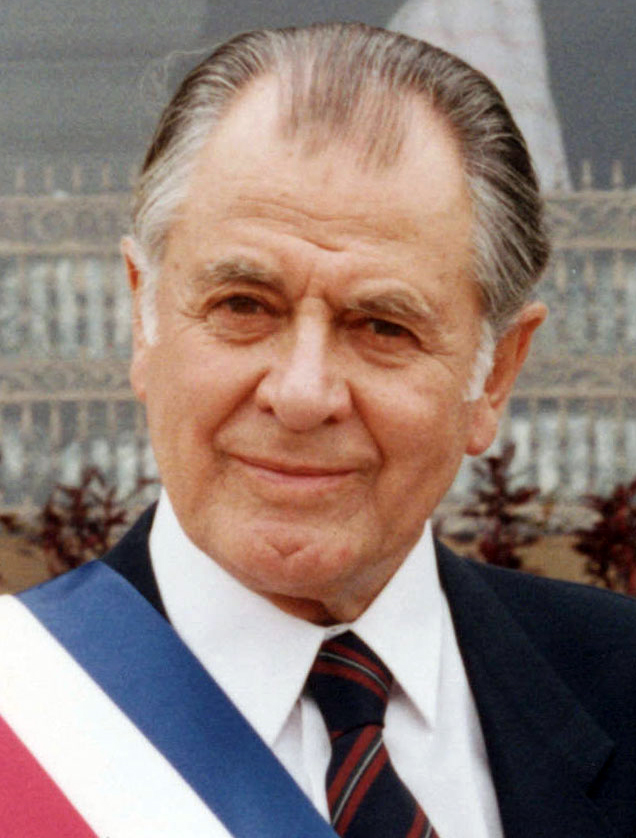
Патрисио Эйлвин

- Алькабец, Ронит (51) — израильская актриса и режиссёр; рак[110].
- Андреев, Александр Вадимович (78) — переводчик-синхронист, вывез в 1968 году из СССР рукопись «Архипелага ГУЛАГ»; самоубийство [источник не указан 2066 дней].
- Арсенис, Герасимос (84) — греческий государственный деятель, министр обороны Греции (1993—1996)[111].
- Бале, Эстель (21) — швейцарская сноубордистка, двукратная чемпионка мира по фрирайду; сход лавины[112].
- Будник, Олег Иванович (49) — советский и казахстанский футболист, игрок сборной Казахской ССР[113].
- Вагнер, Александр Евгеньевич (65) — советский и российский скульптор, народный художник России[114].
- Волчок, Игорь Семёнович (84) — советский и российский футбольный тренер, заслуженный тренер РСФСР (1972)[115].
- Гардинер, Джим (85) — американский гребец[116].
- Гузанов, Геннадий Иванович (94) — участник Великой Отечественной войны, Герой Советского Союза (1945)[117].
- Зорн, Пит (65) — американский музыкант[118].
- Кон, Вальтер (93) — американский физик-теоретик австрийского происхождения, лауреат Нобелевской премии по химии (1998), иностранный член РАН (2006)[119].
- Кубашев, Сагидулла Кубашевич (89) — советский казахский государственный и партийный деятель[120].
- Лайонс, Ричард (57) — американский музыкант[121].
- Лорд Танамо (81) — ямайский музыкант[122].
- Матвеев, Валерий Сергеевич (73) — советский и российский журналист[123].
- Олади, Мехрдад (30) — иранский футболист, бронзовый призёр летних Азиатских игр (2006)[124].
- Продан, Олег Леонидович (54) — российский учёный, исследователь Арктики, почетный полярник России, директор национального парка «Онежское Поморье»; авиакатастрофа[125].
- Пчёлкин, Вадим Юрьевич (45) — российский спортсмен, чемпион России по пауэрлифтингу[126].
- Усанов, Павел Анатольевич (40) — российский музыкант, певец и композитор; бас-гитарист группы «Любэ»; убийство[127].
- Фон Хассель, Карл Хайнц (77) — немецкий киноактер[128][129].
- Эйлвин, Патрисио (97) — чилийский государственный деятель, президент Чили (1990—1994)[130].
- Эшпай, Валентин Андреевич (62) — кинокритик, киновед, сын композитора Андрея Яковлевича Эшпая, брат кинорежиссёра Андрея Эшпая-младшего[131].
- Ядров, Анатолий Фёдорович (82) — советский футболист, вратарь сталинградского «Трактора» (1957—1967)[132].

## 18 апреля

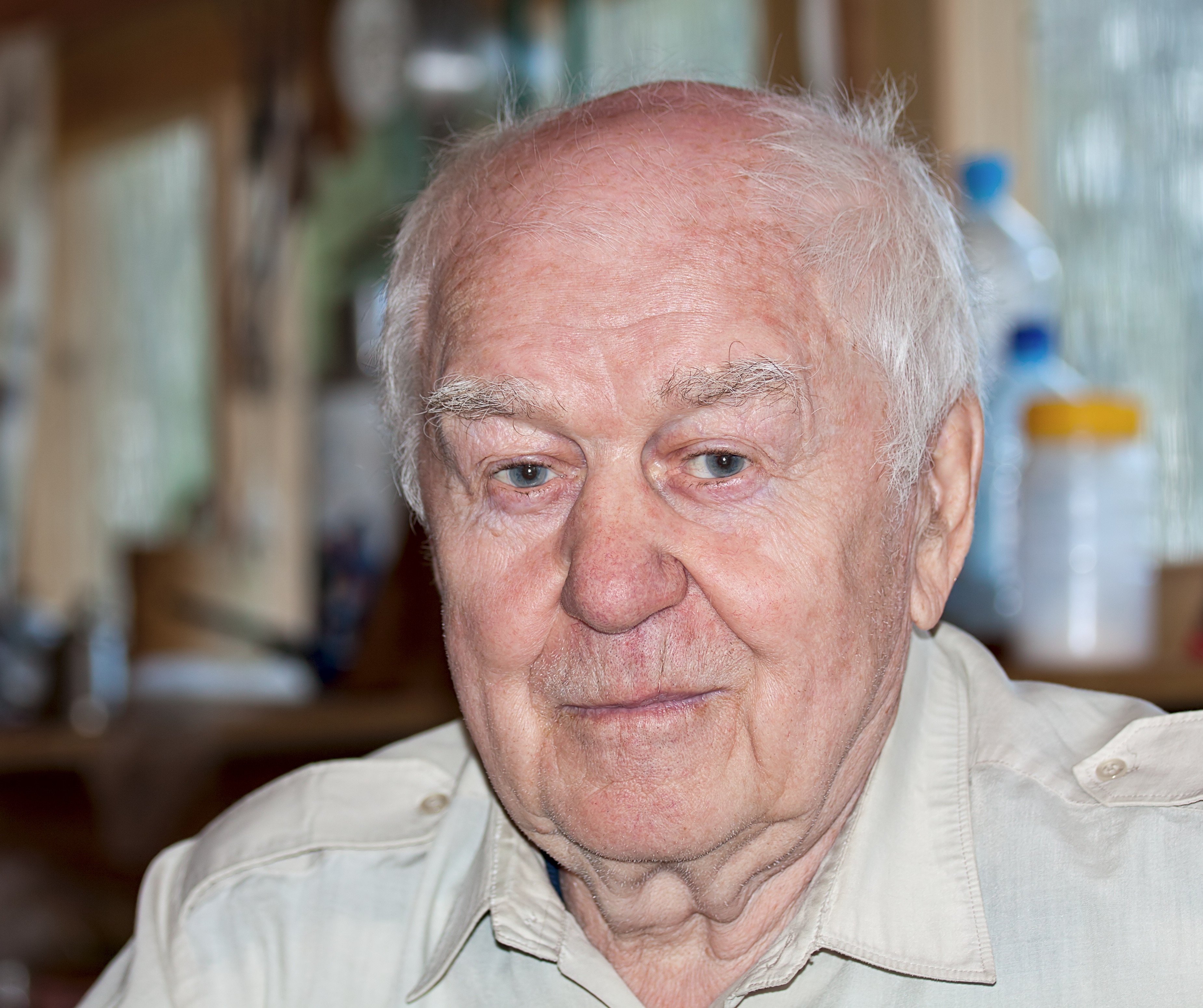
Юрий Бычков

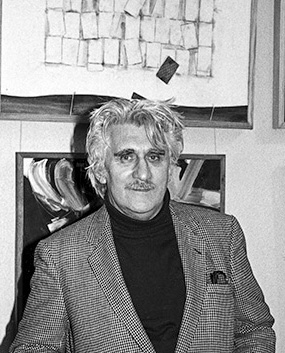
Владимир Немухин

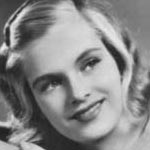
Ева Хеннинг

- Берри, Эдриан (78) — британский аристократ и журналист, 4-й виконт Кэмроуз (с 2001 года)[133].
- Бычков, Юрий Александрович (84) — российский искусствовед, директор музея А. П. Чехова в Мелихово (1994—2004), автор идеи туристического Золотого кольца России[134].
- Гончаров, Пётр Лазаревич (87) — советский и российский селекционер, директор Сибирского НИИ растениеводства и селекции, академик РАН (2013), заслуженный деятель науки Российской Федерации (1998)[135].
- Долгин, Ким Михайлович (83) — советский и российский режиссёр-документалист (История одного дуэта, Художник Николай Грицюк, ЖЗЛ—Георгий Жжёнов) и сценарист документального кино (История одного дуэта)[136].
- Кристоф, Робер (78) — французский пловец, двукратный чемпион Европы (1958 и 1962)[137].
- Кэмпбелл, Билл (75) — американский бизнесмен, член совета директоров компании Apple (1997—2014)[138].
- Немухин, Владимир Николаевич (90) — советский и российский художник-нонконформист, Почётный член Российской Академии художеств (2008)[139].
- Нимерфро, Скотт (54—55) — американский сценарист и продюсер[140].
- Сарка, Золтан (73) — венгерский футболист, чемпион летних Олимпийских игр в Мехико (1968)[141].
- Стэнбридж, Алиа (39) — шведская певица[142].
- Сытник, Виктор Григорьевич (80) — советский и российский артист оперетты, народный артист РСФСР (1978)[143].
- Тао Сыцзюй (80) — китайский государственный деятель, министр общественной безопасности КНР (1990—1998)[144].
- Фарих, Михаил Ростиславович (56) — российский вертолётчик, внук Фабио Фариха; авиакатастрофа[145].
- Хаббема, Кокс (72) — нидерландская актриса[146].
- Хафф, Карина (55) — британская актриса[147].
- Хеннинг, Ева (95) — шведская актриса («Жажда», «Тюрьма»)[148][149].

## 17 апреля

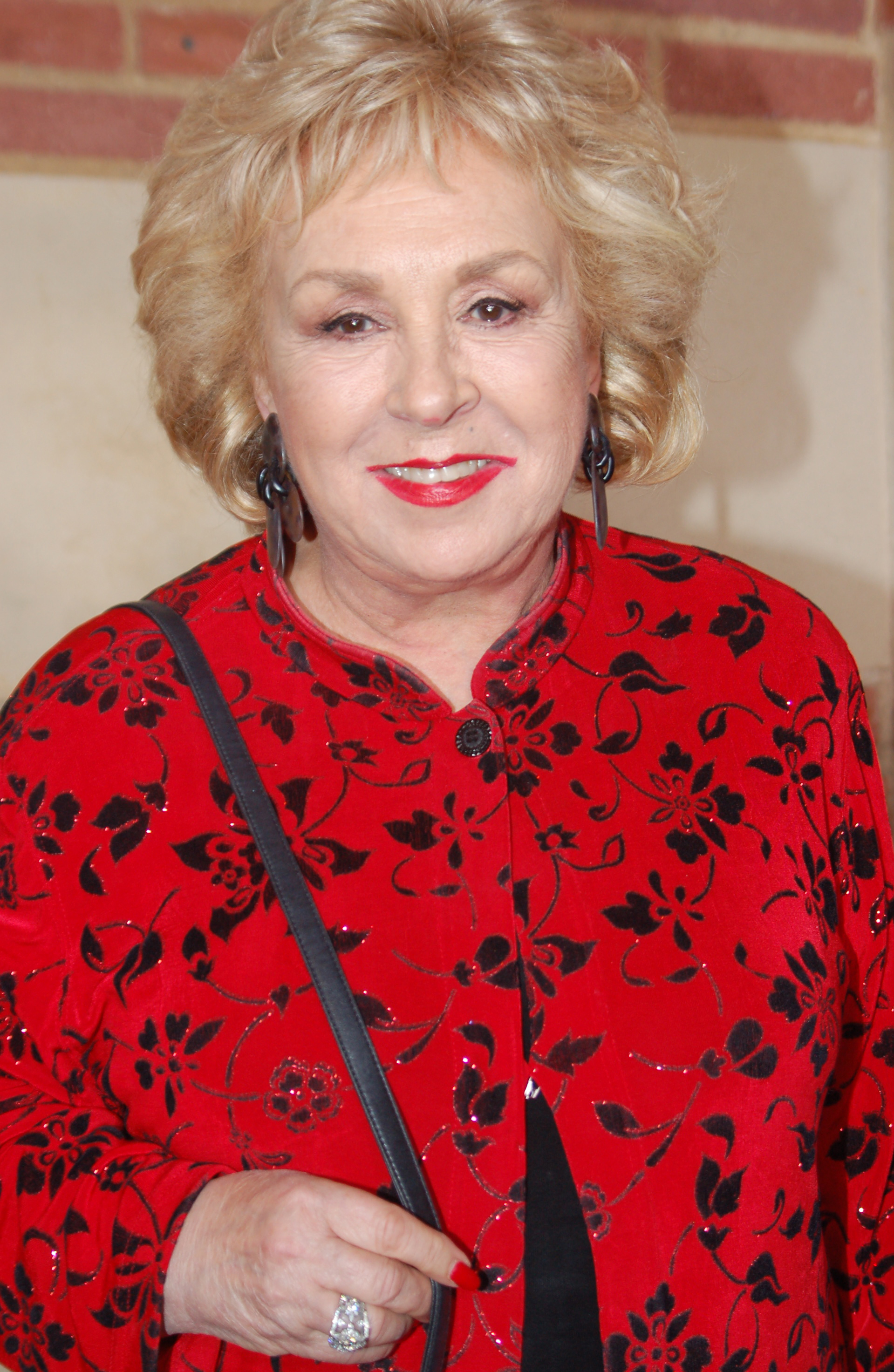
Дорис Робертс

- Ветхов, Сергей Алексеевич (64) — советский и российский хоккеист, игрок команды «Салават Юлаев» (Уфа)[150].
- Константин (Папастефану) (92) — епископ Антиохийской православной церкви, митрополит Багдадский и Кувейтский (1969—2014)[151].
- Робертс, Дорис (90) — американская актриса, наиболее известная по роли Мэри Бэроун в сериале «Все любят Рэймонда»[152].
- Тихомиров, Николя (89) — французский фотограф[153].

## 16 апреля

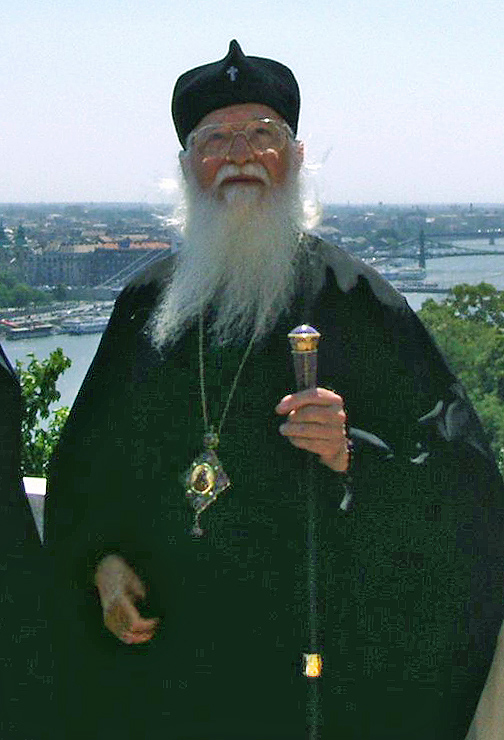
Симеон (Костадинов)

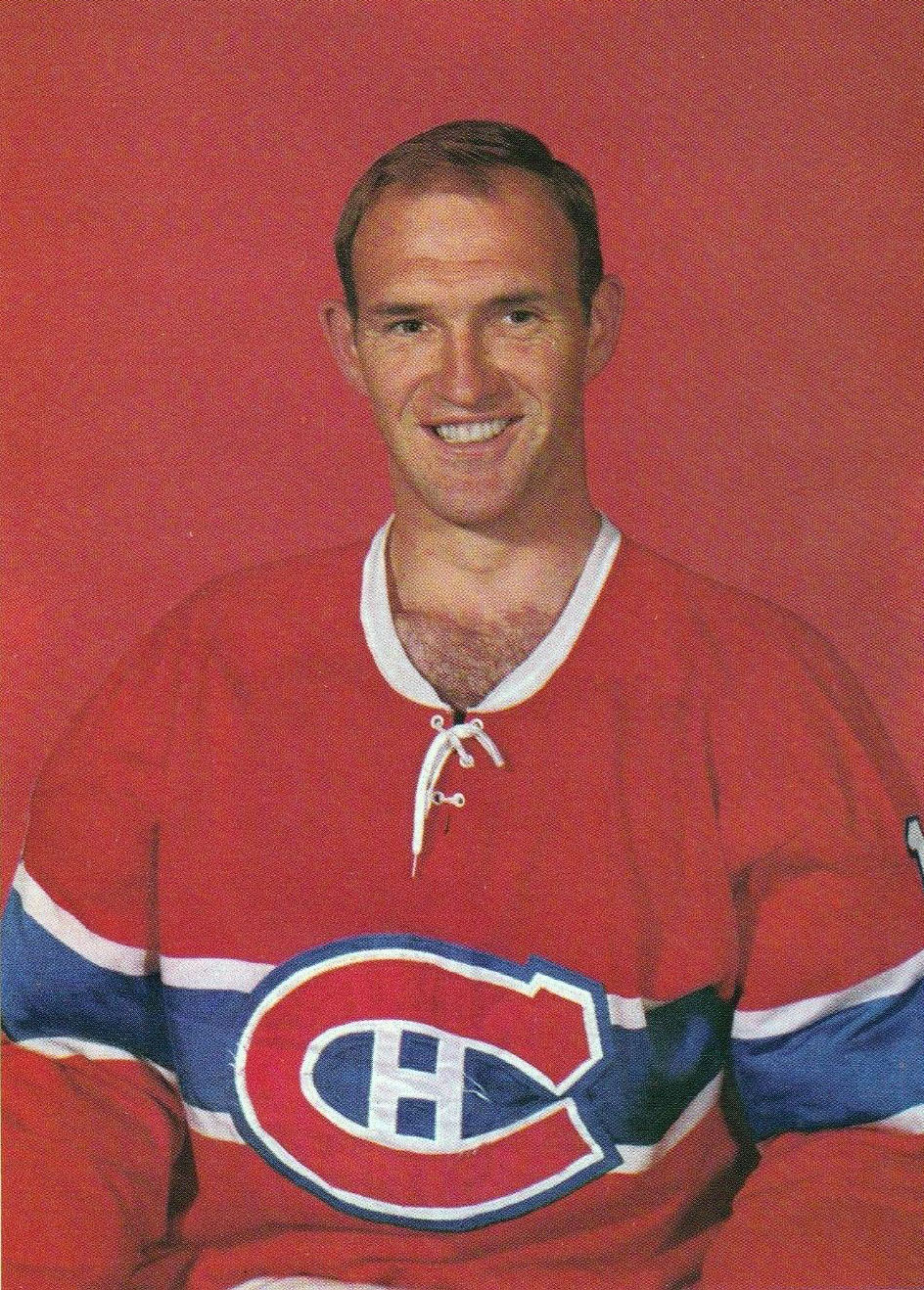
Чарли Ходж

- Безверхний, Вилен Николаевич (84) — председатель Полтавского горисполкома (1972—1978), заместитель председателя Полтавского облисполкома, председатель областной плановой комиссии[154].
- Бонэм, Рон (73) — американский баскетболист[155].
- Грей, Уильям (86) — американский метеоролог, один из ведущих экспертов по изучению тропических штормов[156].
- Джеймс, Кларенс (84) — бермудский государственный деятель, заместитель премьер-министра (1983—1989)[157].
- Дэниэл, Род (73) — американский режиссёр и продюсер («Бетховен 2», Один дома 4)[158].
- Контримайте, Марите (69) — литовская писательница, публицист и общественный деятель[159].
- Пило, Луи (75) — сильнейший люксембургский футболист, многократный чемпион Бельгии[160].
- Роде, Гельмут (90) — западногерманский государственный деятель, министр образования и науки ФРГ (1974—1978)[161].
- Рок, Петер (70) — чилийский музыкант[162].
- Серафим (Калогеропулос) (70) — епископ Элладской православной церкви на покое, епископ Рендинский (с 2009 года)[163].
- Симеон (Костадинов) (89) — епископ Болгарской православной церкви на покое, митрополит Западно- и Среднеевропейский (1986—2009 и 2010—2013)[164].
- Татимов, Макаш Байгалиевич (75) — казахстанский учёный-демограф, доктор политических наук[165].
- Уэст, Кит (80) — британский кинооператор, лауреат премии «Оскар» (1982)[166][167].
- Ходж, Чарли (82) — канадский хоккеист, вратарь (Монреаль Канадиенс, Ванкувер Кэнакс), обладатель Кубка Стэнли (1956, 1958, 1959, 1960, 1965, 1966)[168].
- Черенков, Лев Николаевич (79) — советский и российский лингвист, цыгановед[169].

## 15 апреля

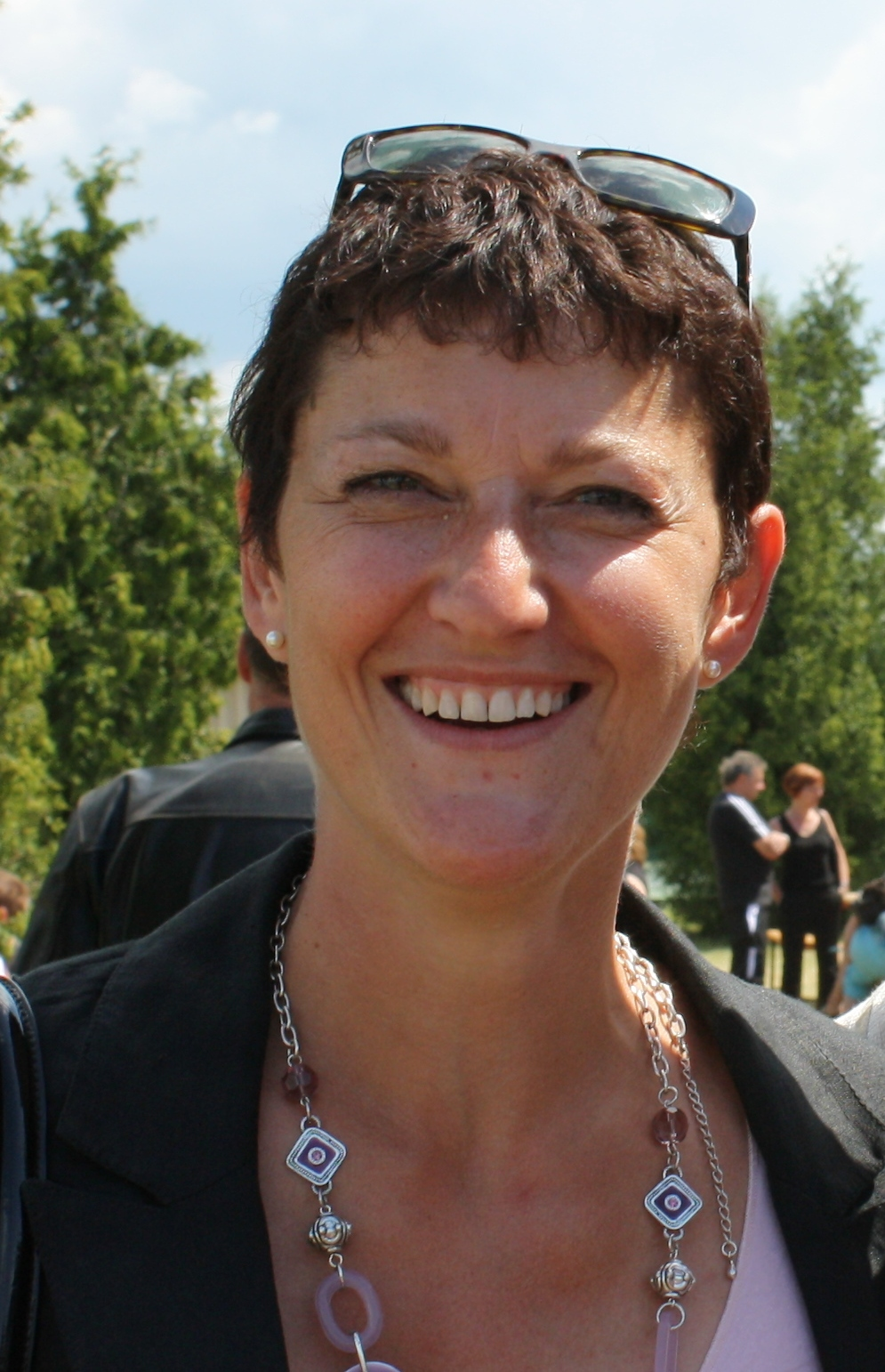
Анн Громмерш

- Вульфенден, Гай (78) — британский композитор и дирижёр[170].
- Гамзатов, Магомед Усманович (97) — участник Великой Отечественной войны, Герой Российской Федерации (1997)[171].
- Ван Гейт, Луи (88) — последний председатель Коммунистической партии Бельгии (1972—1989)[172].
- Громмерш, Анн (45) — французский политический деятель, депутат Национального собрания Франции, мэр города Тьонвиля[173].
- Давлетов, Галим Абдуллович (Галим Давледи; 80) — советский и российский башкирский писатель, поэт, журналист[174].
- Дохов, Михаил Тутович (85) — советский военачальник, начальник Центра автоматизированных комплексов ГНИЦ космических сил Министерства обороны СССР (1982—1990), заслуженный испытатель космической техники, лауреат Государственной премии СССР (1978), генерал-майор в отставке[175].
- Евдокимов, Анатолий Григорьевич (70) — советский фигурист, бронзовый призёр чемпионата СССР 1967 года[176].
- Лесников, Анатолий Егорович (70) — советский и российский кинооператор (Северный вариант, Только вдвоём, И ты увидишь небо, Прости-прощай, Сын полка, Демидовы, Уснувший пассажир) и актёр (Уснувший пассажир), Заслуженный деятель искусств РФ (2008) [источник не указан 2066 дней].
- Силлер, Мораг (46) — британская актриса; рак[177].
- Скачков, Александр Георгиевич (63) — советский и российский шахматист, международный гроссмейстер по версии ФИДЕ, шахматный арбитр[178].
- Спорышков, Владимир Петрович (65) — советский, белорусский и российский кинооператор-постановщик[179].
- Флигельман, Леон Павлович (83) — советский и украинский баскетбольный арбитр, заслуженный работник физической культуры и спорта Украины, судья всесоюзной категории[180].
- Формановская, Наталья Ивановна (88) — советский и российский лингвист. Доктор филологических наук, профессор[181].
- Шеффилд, Шарлотт (79) — американская актриса и модель, Мисс США 1957[182].
- Эльберт, Генрих Когосович (94) — создатель и директор ОАО «Линдовская птицефабрика-Племенной завод», создатель гусей породы Горьковская, лауреат премии Совета Министров СССР[183].
- Юрманова, Нина Петровна (90) — советский и российский деятель образования, профессор Тульского государственного университета, заслуженный работник культуры РСФСР, почётный работник высшего профессионального образования Российской Федерации, дважды лауреат премии им. С. И. Мосина, премии им. Б. С. Стечкина[184].

## 14 апреля

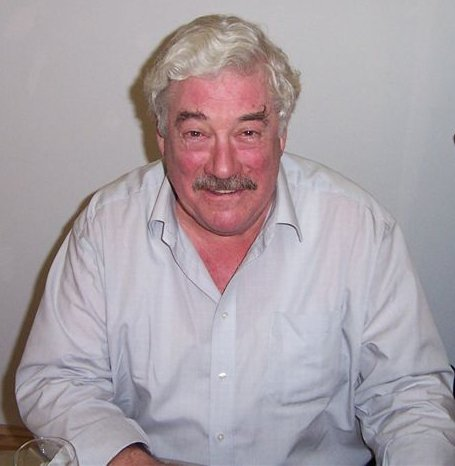
Гарет Томас

- Айрлэнд, Дэн (57) — американский режиссёр и продюсер[185].
- Аксиров, Муаед Алиевич (85) — советский, российский и кабардинский художник, председатель Союза художников Кабардино-Балкарской АССР (1981—1984), почётный член Российской академии художеств[186].
- Арсаланов, Аюша Арсаланович (86) — советский и российский бурятский дирижёр, педагог, заслуженный деятель искусств Российской Федерации (1996)[187].
- Гарсиа Эспиноса, Хулио (89) — кубинский кинорежиссёр, сценарист и продюсер[188].
- Ивезич, Илия (89) — югославский и хорватский актёр[189][190].
- Лян Сыли (90) — китайский учёный, один из основоположников китайской космонавтики, академик Академии наук КНР[191].
- Маккей, Дэвид (48) — британский физик и математик, изобретатель программы Dasher; рак[192].
- Пригарин, Алексей Алексеевич (86) — советский и российский экономист и политик, основатель Марксистской платформы в КПСС (1990), первый секретарь ЦК РКП-КПСС (с 1995)[193].
- Сидибе, Малик (80) — малийский фотограф, лауреат премии «Хассельблад» (2003) (о смерти объявлено в этот день)[194].

## 13 апреля

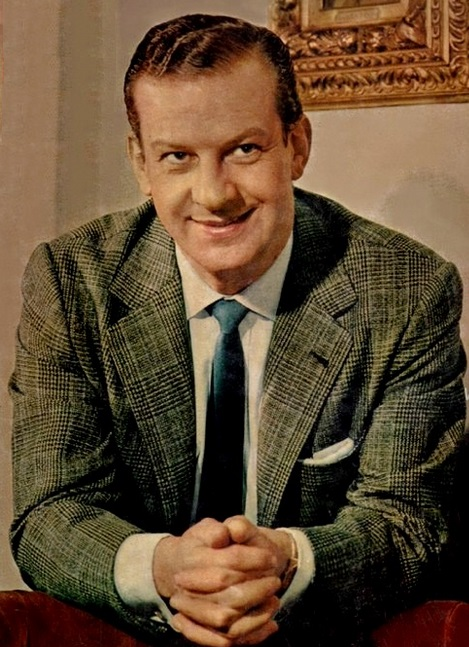
Мариано Морес

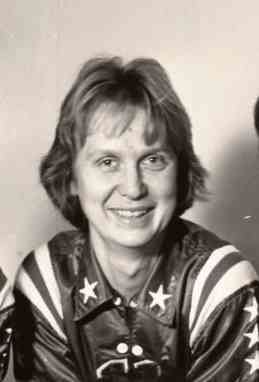
Нера Уайт

- Андрюхин, Владимир Николаевич (66) — российский тренер по пауэрлифтингу, заслуженный тренер России[195].
- Кубанкова, Вера (91) — чешская актриса[196][197].
- Морес, Мариано (98) — аргентинский композитор, пианист и дирижёр[198].
- Паттерсон, Рекс (89) — австралийский государственный деятель министр сельского хозяйства (1975)[199].
- Серебровский, Владимир Глебович (78) — советский и российский театральный художник, народный художник России (2007), член Союза художников и Союза театральных деятелей, главный художник МХАТа им. Горького[200].
- Слепышев, Анатолий Степанович (83) — российский художник, заслуженный художник Российской Федерации (2000), академик Российской Академии художеств[201].
- Таслицкий, Ефим Борисович (68) — советский и украинский баскетбольный тренер, заслуженный тренер УССР, главный тренер баскетбольного клуба «Днепр»[202].
- Тищенко, Леонид Николаевич (63) — советский и украинский учёный-биолог, академик Национальной академии аграрных наук Украины, ректор Харьковского национального технического университета сельского хозяйства имени П. Василенко, заслуженный работник образования Украины[203].
- Томас, Гарет (71) — британский актёр[204].
- Томас, Гвин (79) — британский поэт Национальный поэт Уэльса (2006—2008)[205].
- Уайт, Нера (80) — американская баскетболистка, чемпионка мира (1953)[206].
- Щербаков, Александр Евгеньевич (87) — советский и российский государственный деятель, председатель Пензенского горисполкома (1965—1984)[207].

## 12 апреля

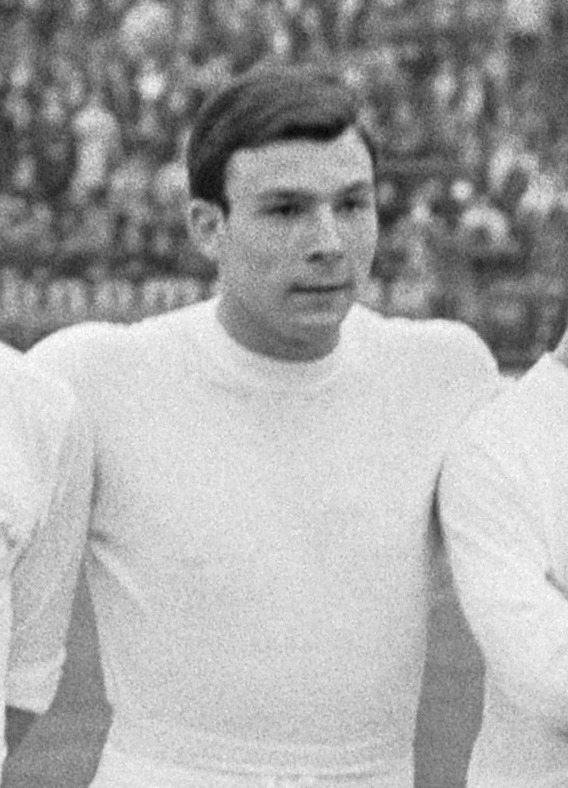
Педро де Фелипе

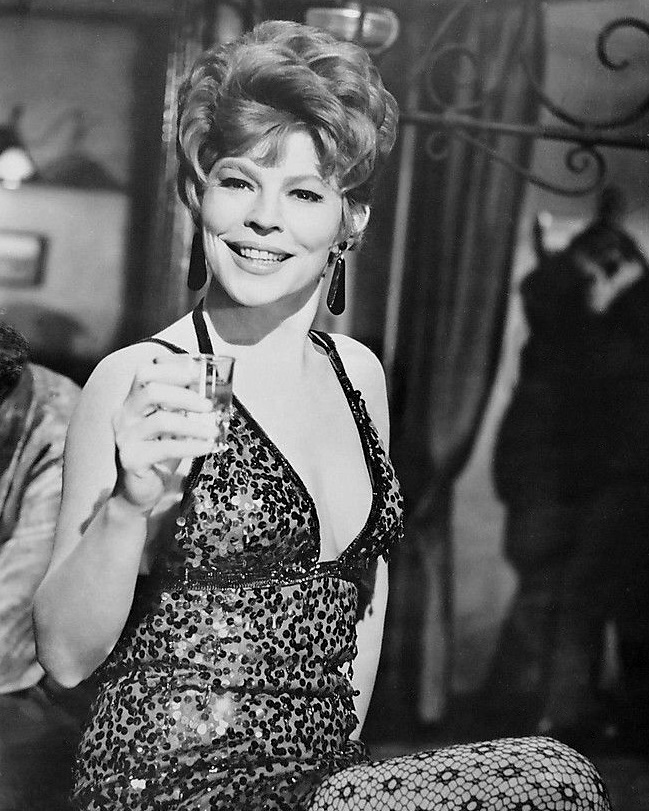
Энн Джексон

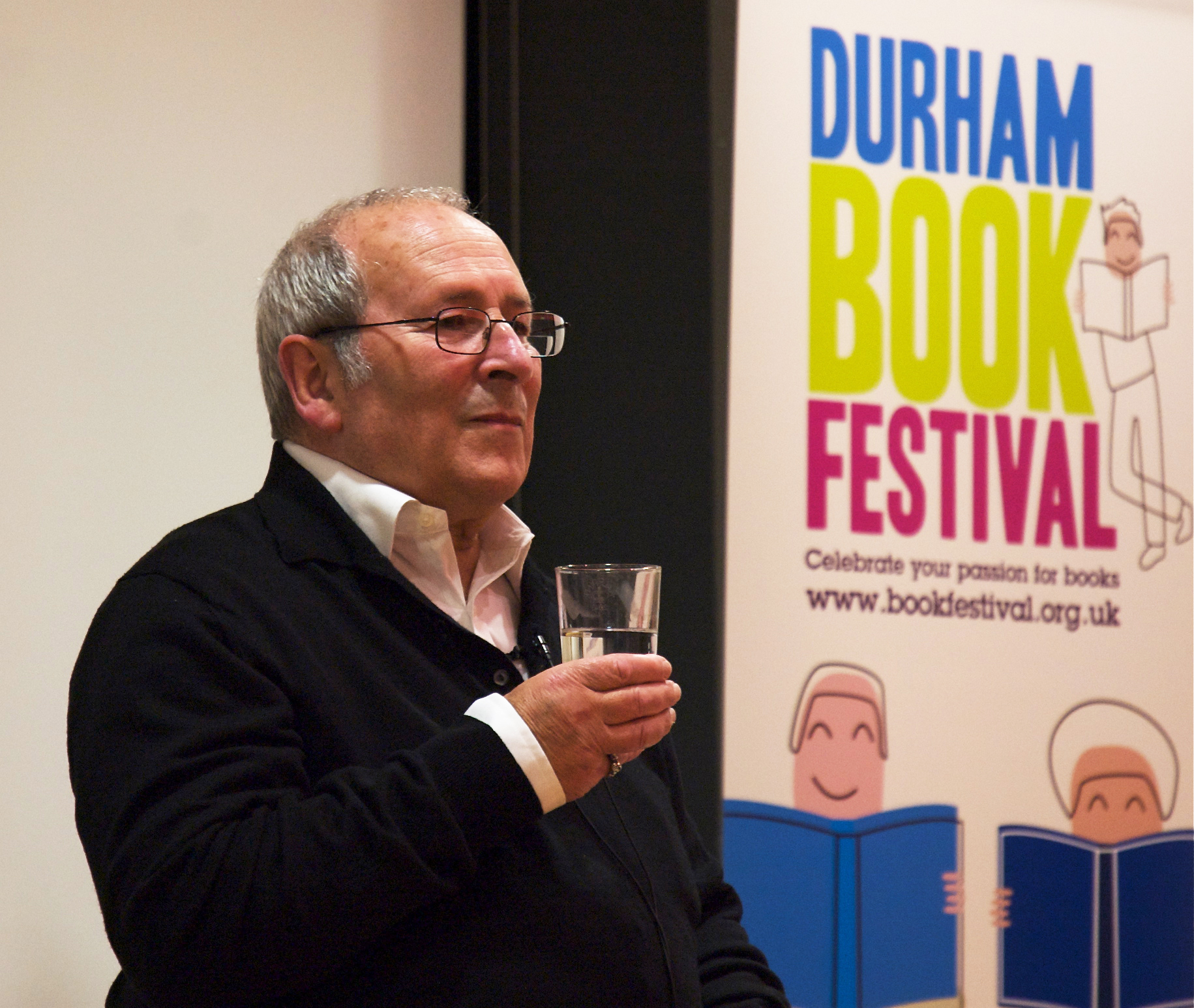
Арнольд Уэскер

- Бобо, Ходжи (87) — таджикский писатель, поэт, журналист, переводчик[208].
- Даруга, Александр (54) — украинский актёр, режиссёр и сценарист[209].
- Де Фелипе, Педро (71) — испанский футболист[210].
- Джексон, Энн (89) — американская актриса, номинировавшаяся на премии «Эмми», «Грэмми» и «Тони»[211].
- Саид Захари (87) — сингапурский журналист, поэт, политик[212].
- Казаледжо, Джанроберто (61) — итальянский предприниматель и политический деятель[213].
- Кафферата, Эктор Альберт (86) — рядовой первого класса Корпуса морской пехоты США, кавалер медали Почёта[214].
- Козлова, Ольга Александровна (66) — судья Верховного Суда Российской Федерации[215].
- Махони, Боллс (44) — американский рестлер[216].
- Оливера Гарсес, Эльсира (91) — аргентинская актриса[217].
- Охира, Тору (86) — японский сэйю[218].
- Пандур, Томаз (53) — словенский театральный режиссёр[219].
- Савич, Цветко (64) — сербский генерал и военный деятель, военачальник армии боснийских сербов в период войны в Боснии и Герцеговине, командир Генштаба ВРС (2003—2004)[220].
- Сурков, Виктор Семёнович (89) — советский и российский геолог, специалист в области региональной геологии и геофизики академик РАН (1991; академик АН СССР с 1987)[221].
- Уэскер, Арнольд (83) — британский драматург[222].
- Фава, Атос (90) — аргентинский коммунист[223].
- Фаррес, Фернандо (88) — перуанский актёр[224].

## 11 апреля

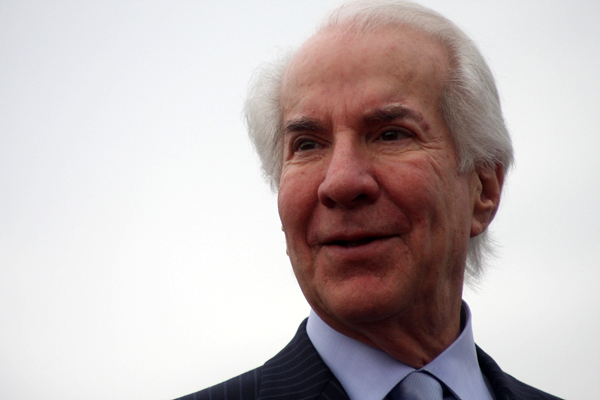
Эд Снайдер

- Гаумигс, Таливалдис (85) — советский и латвийский художник[225].
- Гест, Дэвид (62) — телевизионный продюсер и концертный промоутер, бывший муж Лайзы Миннелли (тело обнаружено в этот день)[226].
- Де Соуса, Наум Альвес (73) — бразильский кино- и телесценарист, драматург и либреттист pt:Naum Alves de Sousa.
- Кириченко, Валерий Павлович (68) — советский и казахстанский хоккейный тренер, заслуженный тренер Республики Казахстан[227].
- Кунакунов, Керимжан Кунакунович (77) — советский и киргизский государственный деятель, министр финансов Киргизской ССР (1986—1992), заслуженный экономист Кыргызской Республики[228].
- Лебедев, Сергей Николаевич (80) — советский и российский юрист, заведующий кафедрой международного частного и гражданского права МГИМО (1974—2005), заслуженный юрист России[229].
- Литвинов, Роман Романович (76) — советский и российский актёр театра и кино[230].
- Набережнев, Фёдор Семёнович (86) — советский партийный и хозяйственных деятель, заместитель председателя Мособлисполкома (1985—1991), министр администрации Московской области по торговле и услугам населения (1991—1998)[231].
- Пачеко, Хавьер (74) — гватемальский актёр и режиссёр, пневмония[232]
- Снайдер, Эд (83) — американский бизнесмен, владелец хоккейного клуба НХЛ «Филадельфия Флайерс»[233].
- Филозов, Альберт Леонидович (78) — советский и российский актёр театра и кино, театральный режиссёр и педагог, народный артист Российской Федерации (1994)[234].
- Филонов, Лев Борисович (90) — советский и российский учёный-психолог и педагог.
- Форд, Эмиль (78) — сентлюсийский музыкант[235].
- Халим, Юра (92) — брунейский государственный деятель и поэт, премьер-министр (1967—1972)[236].
- Якуничев, Алексей Сергеевич (63) — российский государственный деятель, глава Вологды (1995—2008)[237].

## 10 апреля

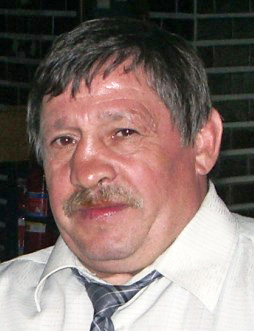
Хенрик Средницкий

- Маркс, Деннис Ховард (70) — английский торговец наркотиками, предприниматель, диджей, мемуарист[238].
- Радыгин, Сергей Михайлович (65) — российский режиссёр, художественный руководитель новокузнецкого Народного театра «Зеркало», заслуженный работник культуры РФ[239].
- Силиньш, Айварс (68) — советский и латвийский актёр театра Дайлес и кино («Рыцарь королевы», «Шах королеве бриллиантов», «Стрелы Робин Гуда», «Ралли», «Долгая дорога в дюнах», «Мираж», «Рейс 222», «Красная капелла»)[240].
- Средницкий, Хенрик (61) — польский боксёр-любитель, чемпион мира (1978), двукратный чемпион Европы (1977 и 1979)[241].
- Улла, Юлле (81) — советская и эстонская балерина, актриса и хореограф[242].

## 9 апреля

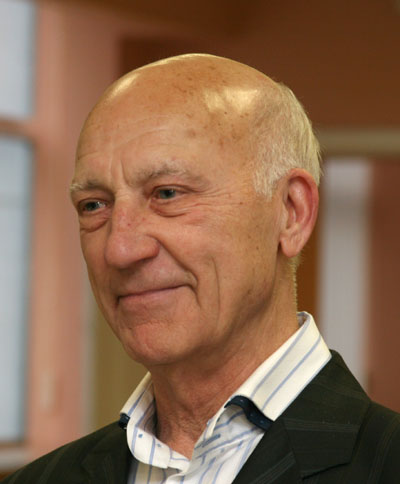
Александр Галко

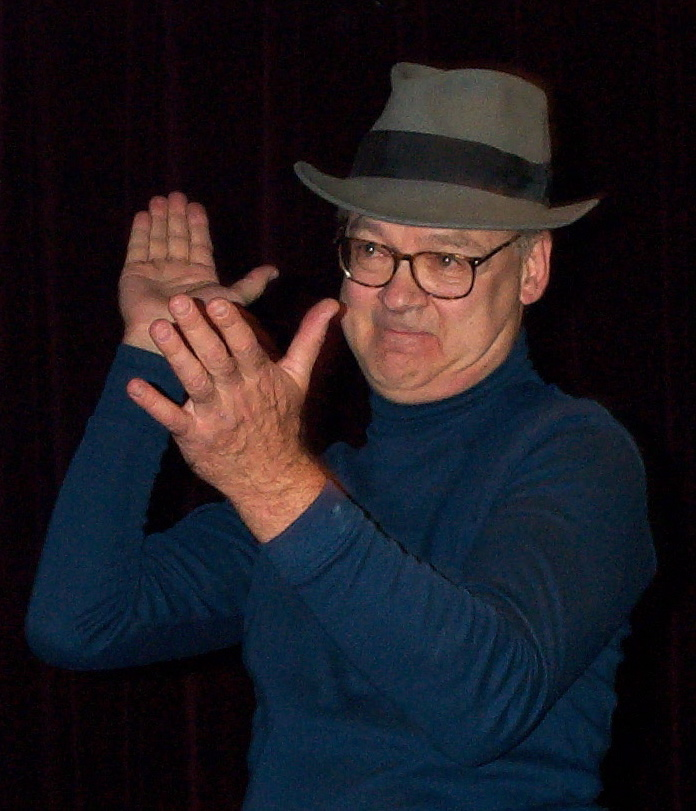
Тони Конрад

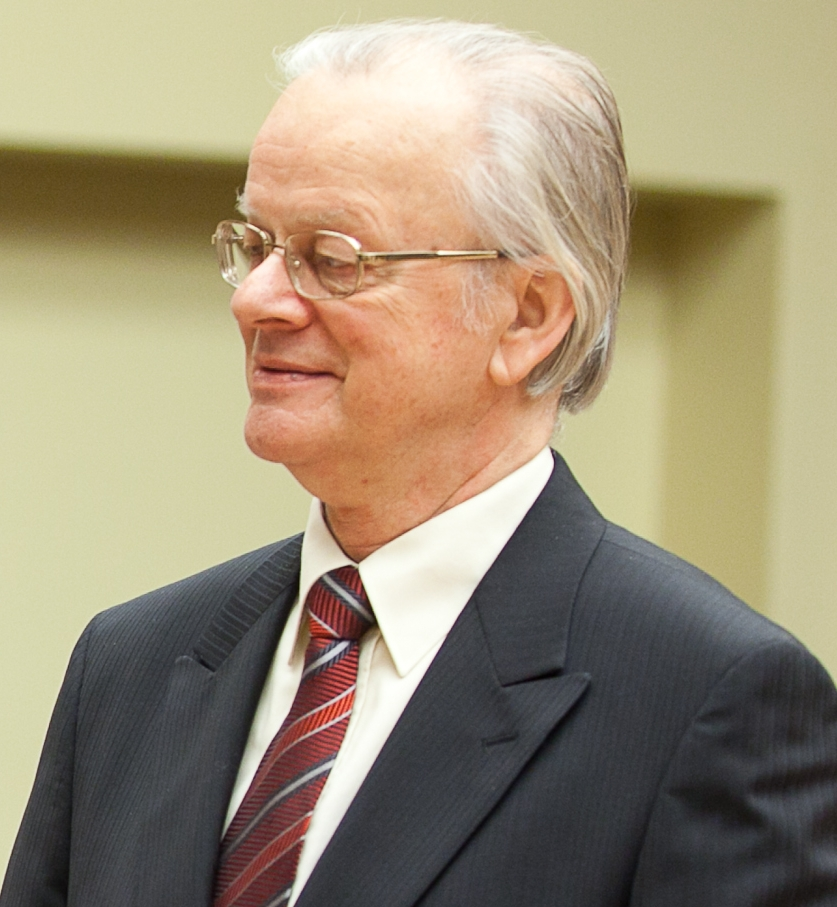
Юрис Экманис

- Абилов, Имамверди Ханкиши оглы (89) — азербайджанский филолог, доктор филологических наук, профессор[243].
- Барон, Франклин (93) — государственный деятель Доминики, премьер-министр (1957—1961)[244].
- Галко, Александр Григорьевич (77) — советский и российский актёр театра и кино, педагог, народный артист РСФСР (1984)[245].
- Кононова, Светлана Васильевна (76) — советский и украинский энтомолог[246].
- Конрад, Тони (76) — американский актёр, музыкант и композитор[247].
- Ростовцева, Наталья Михайловна (82) — советская и российская эстрадная и цирковая артистка[248]
- Фокин, Юрий Евгеньевич (79) — советский и российский дипломат, Чрезвычайный и Полномочный России в Великобритании (1997—2000), ректор Дипломатической академии МИД России (2000—2006)[249].
- Экманис, Юрис (74) — латвийский учёный-энергетик, президент Академии наук Латвии (2004—2012)[250].

## 8 апреля

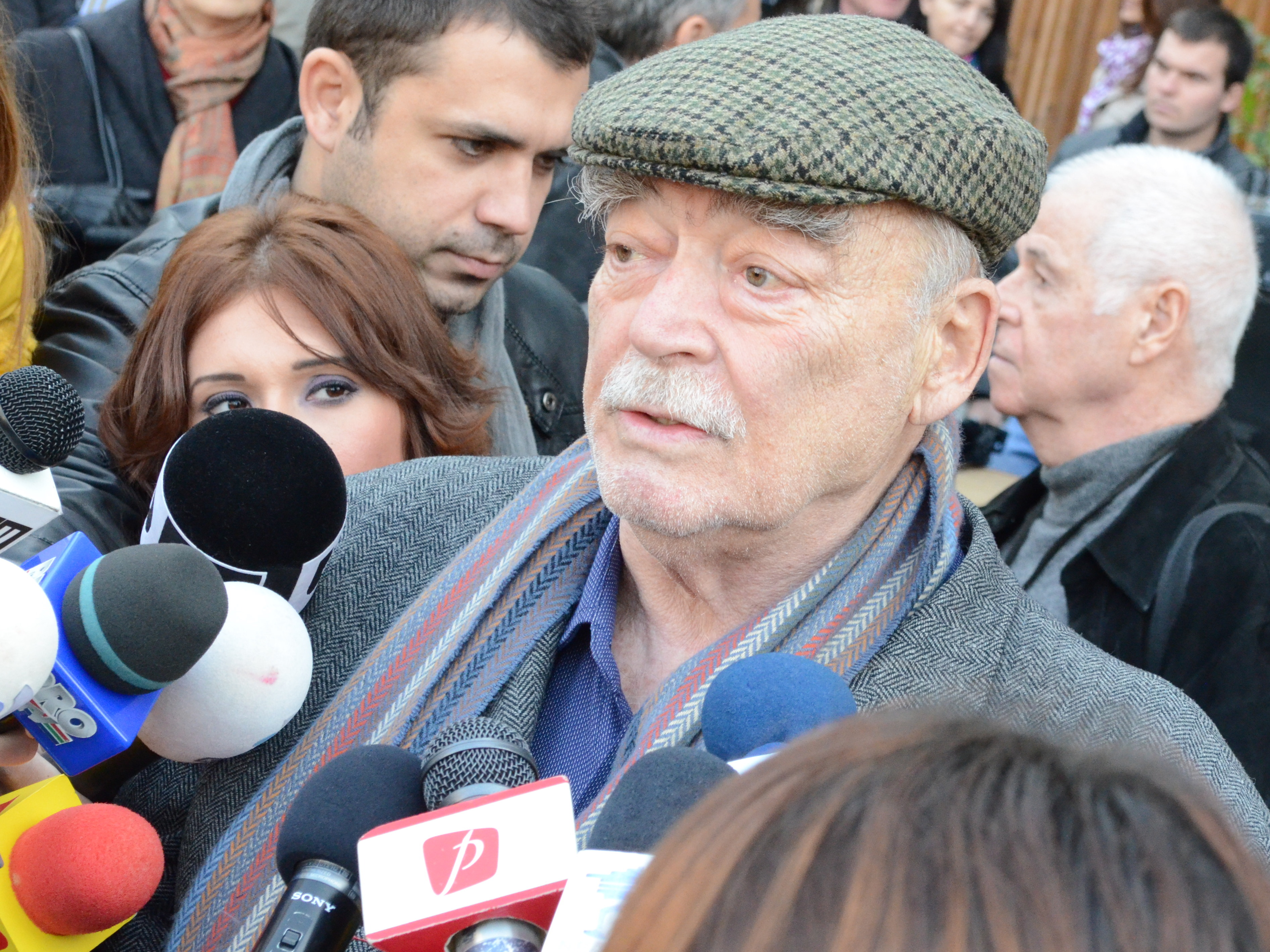
Мирча Албулеску

- Албулеску, Мирча (81) — румынский актёр театра и кино, писатель[251].
- Вёрсткина, Екатерина Гавриловна (81) — советский педагог, директор гимназии 55 г. Томска (1978—1991), народный учитель СССР[252]
- Вольфович, Виталий Абрамович (67) — советский и российский музыкант, заслуженный работник культуры РФ, профессор Челябинского государственного института культуры, телеведущий, руководитель Челябинского клуба народной музыки «Гармонь»[253].
- Гришин, Евгений Васильевич (69) — российский биохимик, академик РАН (2011)[254].
- Доре, Дэвид (75) — канадский фигурист и спортивный функционер, чемпион Канады (1964), президент (1980—1984) и генеральный директор (1986—2004) Skate Canada[255].
- Кесслер, Илья Иванович (90) — советский и российский писатель, правозащитник[256].
- Рёмер, Элизабет (86) — американский астроном, исследователь комет и астероидов[257].
- Рудорффер, Эрих (98) — немецкий лётчик, кавалер Рыцарского креста Железного креста с дубовыми листьями и мечами (1945)[258].
- Сарухан, Грачья Людвигович (68) — советский и армянский писатель, переводчик[259].
- Свифт, Дэвид (85) — британский актёр[260][261].
- Стеклов, Олег Иванович (82) — советский и российский ученый в области сварки, доктор технических наук, профессор МИНХиГП им. И. М. Губкина[262].
- Хаммер, Джек (90) — американский музыкант и автор песен, соавтор Great Balls of Fire[263].
- Хефнер, Кит (87) — американский актёр[264][265].
- Чобану, Анатол (81) — молдавский учёный, лингвист, академик Академии наук Молдовы (1992)[266].

## 7 апреля

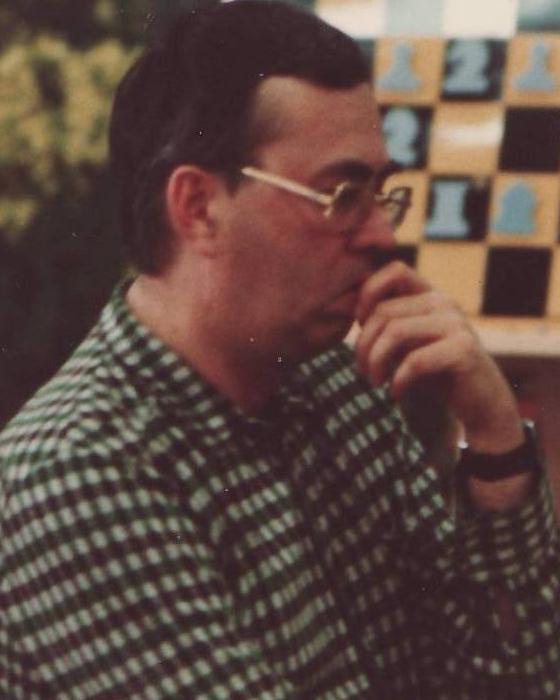
Ласло Барцаи

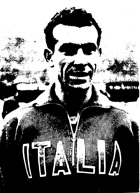
Карло Монти

- Барцаи, Ласло (79) — венгерский шахматист, международный гроссмейстер (1967)[267].
- Гринвуд, Адриан (42) — британский военный историк и арт-дилер; убийство[268]
- Джонсон, Рэйчел (93) — последняя уроженка архипелага Сент-Килда (о смерти объявлено в этот день)[269].
- Дюбе, Марсель (86) — канадский драматург[270].
- Каган, Владимир (88) — американский дизайнер[271].
- Касымов, Бахтияр Нигматович (63) — советский и узбекский актёр, заслуженный артист Узбекистана[272].
- Курбатов, Василий Васильевич (89) — советский военачальник, начальник штаба Плесецкого космодрома, генерал-майор в отставке[273].
- Лашкевич, Николай Казимирович (?) — советский и российский журналист, заместитель главного редактора газеты «Союзное вече»[274].
- Маллиган, Блэкджек (73) — американский рестлер[275].
- Монти, Карло (96) — итальянский спринтер, бронзовый призёр летних Олимпийских игр в Лондоне (1948) в эстафете 4×100 м[276].
- Рольникайте, Мария Григорьевна (88) — еврейская, русская и литовская писательница, общественный деятель, публицист, мемуарист[277].
- Хаутен, Теодор ван (63) — нидерландский писатель, отец Кэрис ван Хаутен[278].

## 6 апреля

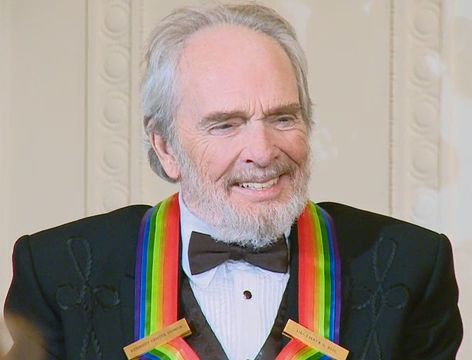
Мерл Хаггард

- Дэвис, Деннис (64) — американский музыкант[279].
- Курцман, Джоэл (68) — американский экономист[280].
- Маккрейт, Роберт (94) — американский юрист, президент Американской ассоциации юристов (1987—1988)[281].
- Парахин, Николай Васильевич (65) — российский агроном, ректор Орловского государственного аграрного университета 1994—2008 и с 2010, академик РАН с 2013 (академик РАСХН с 2003)[282].
- Садовников, Алексей Иванович (72) — советский и украинский футболист и тренер, игрок днепропетровского «Днепра» (1964—1967)[283].
- Филиппов, Андрей Петрович (76) — советский и российский политический деятель, заведующий международным отделом ЦК КПРФ[284].
- Хаггард, Мерл (79) — американский певец и композитор жанра кантри[285].

## 5 апреля

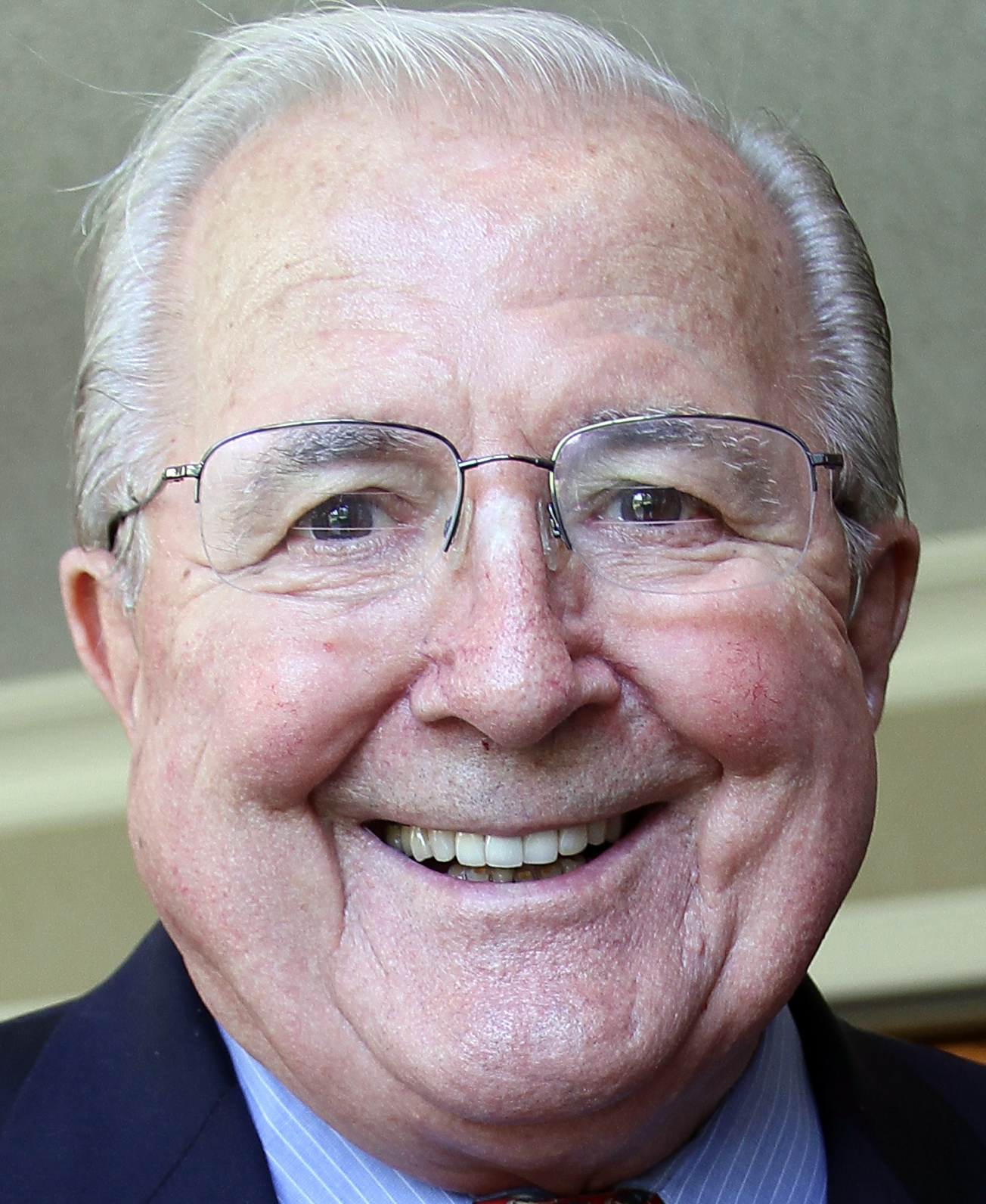
Роман Гриббс

- Гиловская, Зыта (66) — польский государственный деятель, министр финансов и вице-премьер Польши (2006—2007)[286].
- Гриббс, Роман (90) — американский государственный деятель, мэр Детройта (1970—1974)[287].
- Жулин, Юрий Александрович (63) — директор государственного литературно-мемориального и природного музея-заповедника Болдино (с 2001)[288].
- Коган, Семён Аркадьевич (87) — советский дирижёр, главный дирижёр Омского симфонического оркестра (1966—1976), симфонического оркестра Ростова-на-Дону (1976—1992), народный артист РСФСР (1988)[289].
- Кузнецов, Юрий Александрович (81) — советский и российский учёный, генеральный конструктор ВНИИРТ (1987—2008), лауреат Ленинской премии (1980)[290].
- Мухаммаджонов, Абдулахад Рахимжонович (84) — узбекский историк и археолог, академик Академии наук Республики Узбекистан (1989)[291].
- Натансон, Эрвин (88) — американский писатель («Грязная дюжина»)[292].
- Салливан, Мик (82) — британский спортсмен, двукратный чемпион мира по регбилиг (1954, 1960)[293].
- Тёрнер, Барбара (79) — американская актриса, сценарист и продюсер[294].
- Хейвуд, Леон (74) — американский певец[295].

## 4 апреля

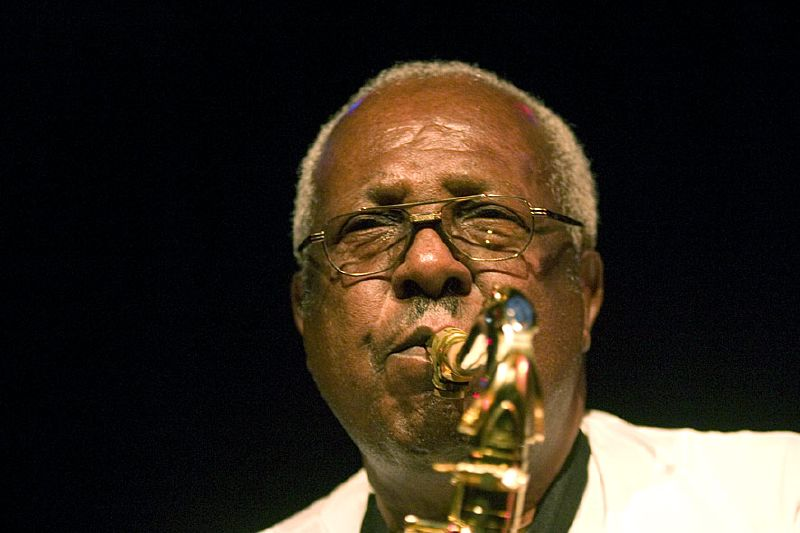
Гетачу Мекуриа

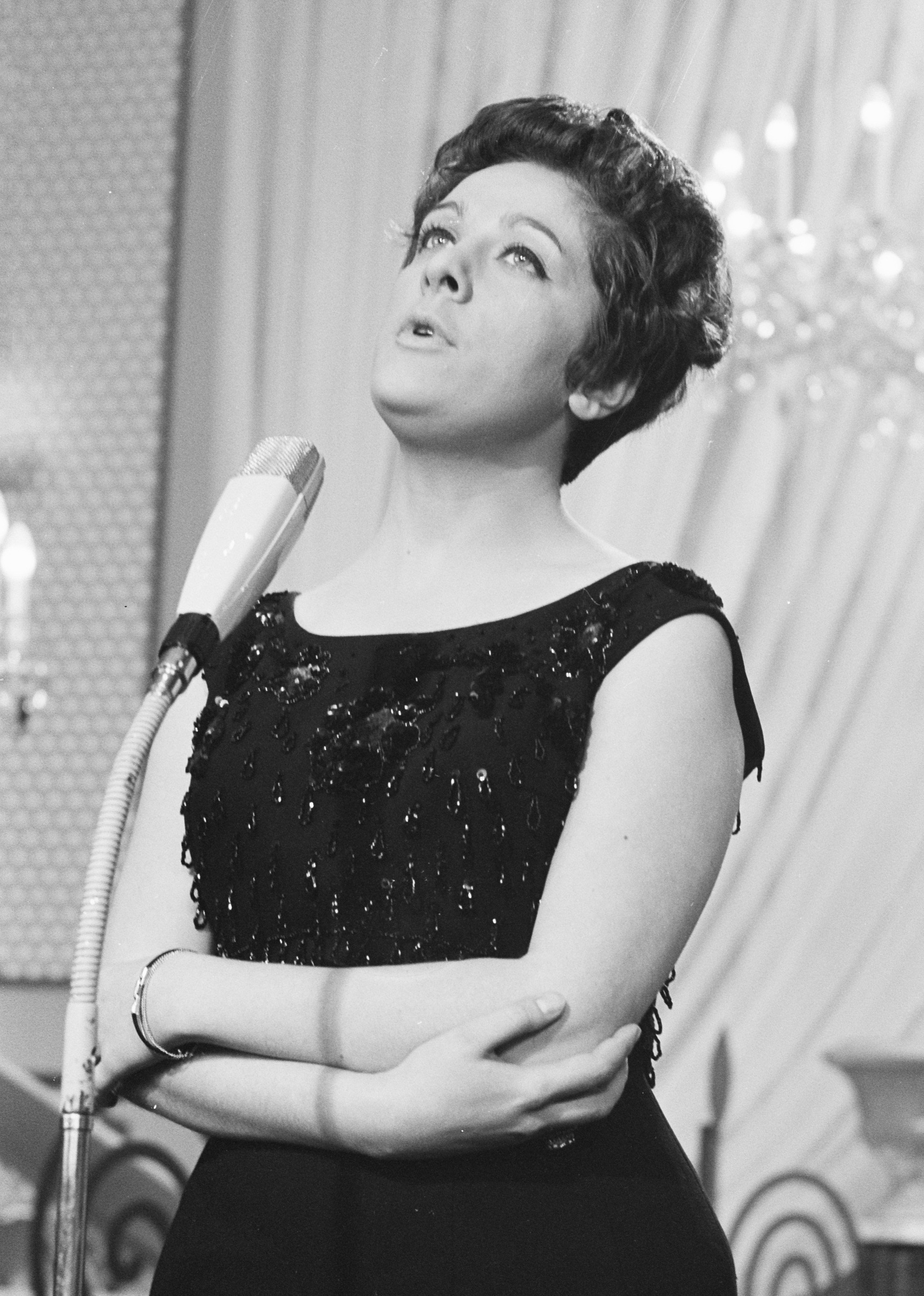
Лола Новакович

- Воробьёва, Эмилия Ивановна (81) — советский и российский зоолог и палеонтолог, академик РАН (2006)[296].
- Иманов, Самид Гюлага оглы (35) — азербайджанский военнослужащий, Национальный герой Азербайджана[297].
- Казберук, Владимир Михайлович (92) — советский и белорусский литературовед[298].
- Крэйнер, Даг (65) — американский художник кино[299][300].
- Лампреаве, Чус (85) — испанская актриса[301].
- Лафонтен, Рита (76) — канадская актриса театра и кино[302].
- Мастранджело, Карло (78) — американский певец[303].
- Гетачу Мекуриа (81) — эфиопский джазовый саксофонист[304].
- Нэш, Ройстон (82) — британский дирижёр[305].
- Сегал, Эйб (Абрахам Сегал) (85) — южноафриканский теннисист[306].
- Тена, Маноло (64) — испанский композитор и певец[307].
- Христакиев, Георгий (71) — болгарский футболист, серебряный призёр летних Олимпийских игр в Мехико (1968)[308].
- Шварц, Дороти (89) — американская певица (The Chordettes)[309].
- Шмок, Павел (88) — чешский хореограф[310].

## 3 апреля

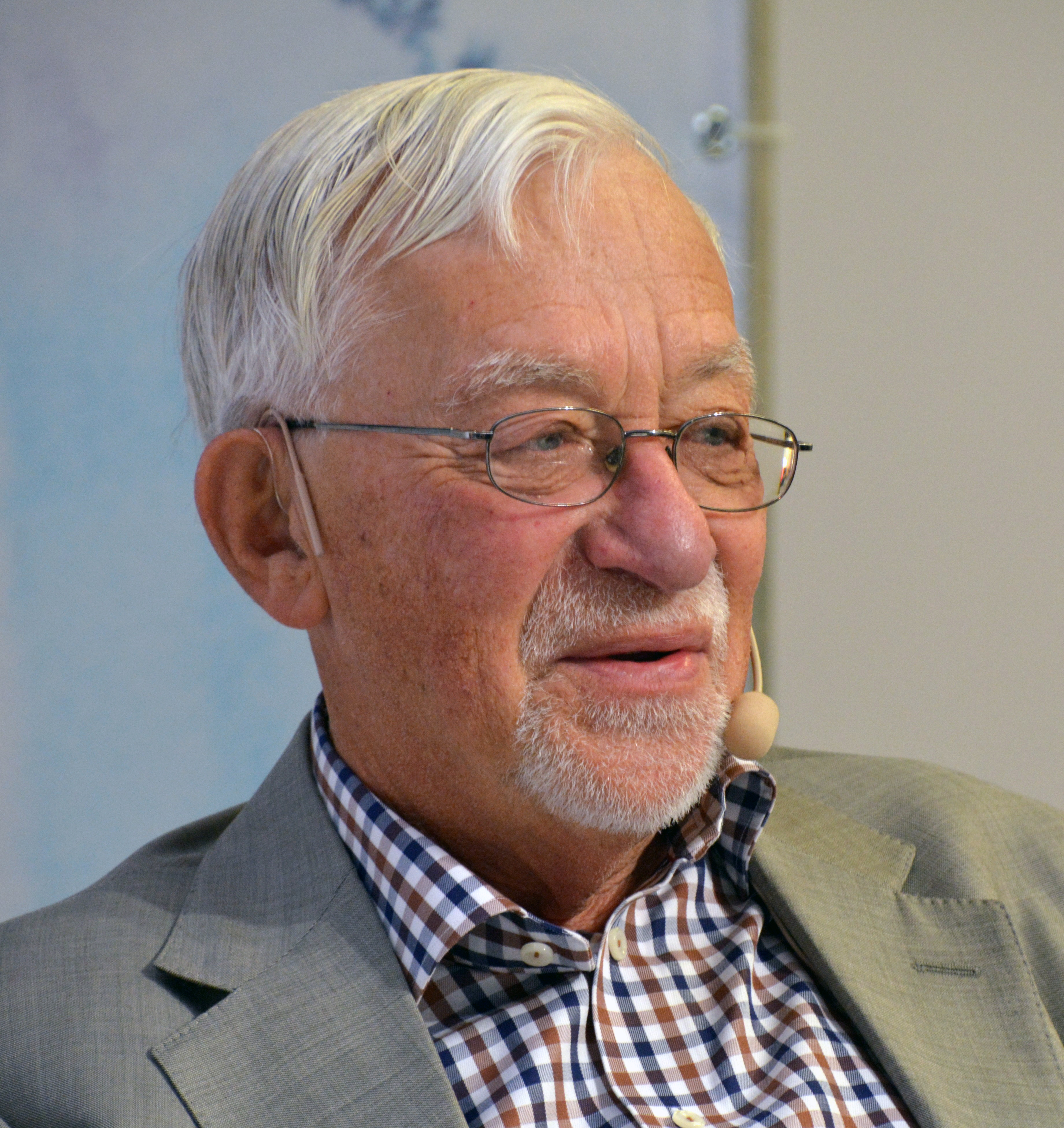
Ларс Густафссон

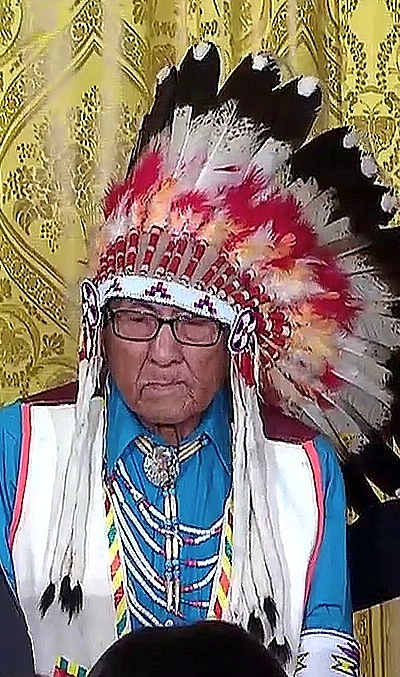
Джо Кроу

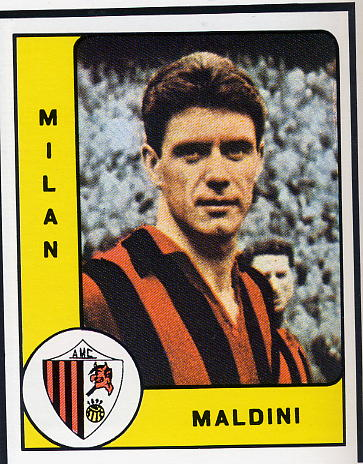
Чезаре Мальдини

- Бауэрсфельд, Эрик (93) — американский актёр[311].
- Вада, Кодзи (42) — японский певец[312].
- Джон Вейн, 11-й барон Барнард (92) — английский барон Барнард (1923—2016)[313].
- Васютин, Александр Сергеевич (63) — российский учёный в области растениеводства, земледелия, защиты и карантина растений, член-корреспондент РАСХН (2012), член-корреспондент РАН (2014), Заслуженный работник сельского хозяйства Российской Федерации (1999)[314].
- Володось, Николай Леонтьевич (83) — советский и украинский хирург[315].
- Густафссон, Ларс (79) — шведский писатель и философ[316].
- Дымов, Олег Григорьевич (69) — казахский государственный и общественный деятель[317].
- Колтунов, Валентин Яковлевич (76) — советский футболист[318].
- Кроу, Джо (102) — американский историк и писатель индейского племени кроу[319].
- Мальдини, Чезаре (84) — итальянский футболист и тренер, защитник «Милана» и сборной Италии[320].
- Мирзаев, Мурад Тельман оглы (40) — полковник-лейтенант Войск особого назначения ВС Азербайджана, участник боевых действий в Нагорном Карабахе в начале апреля 2016 года, Национальный герой Азербайджана; погиб в бою[321].
- Наммоус, Радван (65—66) — сирийский террорист, один из главарей исламистской террористической группировки «Джебхат-ан-Нусра» — сирийского отделения «Аль-Каиды»[322].
- Но Джин Гю (23) — южнокорейский шорт-трекист, чемпион мира (2011, 2012); рак[323].
- Новакович, Лола (80) — сербская певица[324].
- Схелвис, Юлес (95) — нидерландский историк, последний из оставшихся в живых узников концлагеря в Собиборе[325].
- Флорес, Леопольдо (82) — мексиканский художник[326].
- Фрэнкс, Дон (84) — канадский актёр и певец[327].
- Харпендинг, Генри (72) — американский учёный-антрополог[328].
- Хендерсон, Билл (90) — американский актёр и певец[329][330].
- Хесус, Алекс де (33) — пуэрто-риканский боксёр-профессионал; убийство[331]
- Эллис, Боб (73) — австралийский писатель и сценарист («Там, где мечтают зелёные муравьи»)[332][333].

## 2 апреля

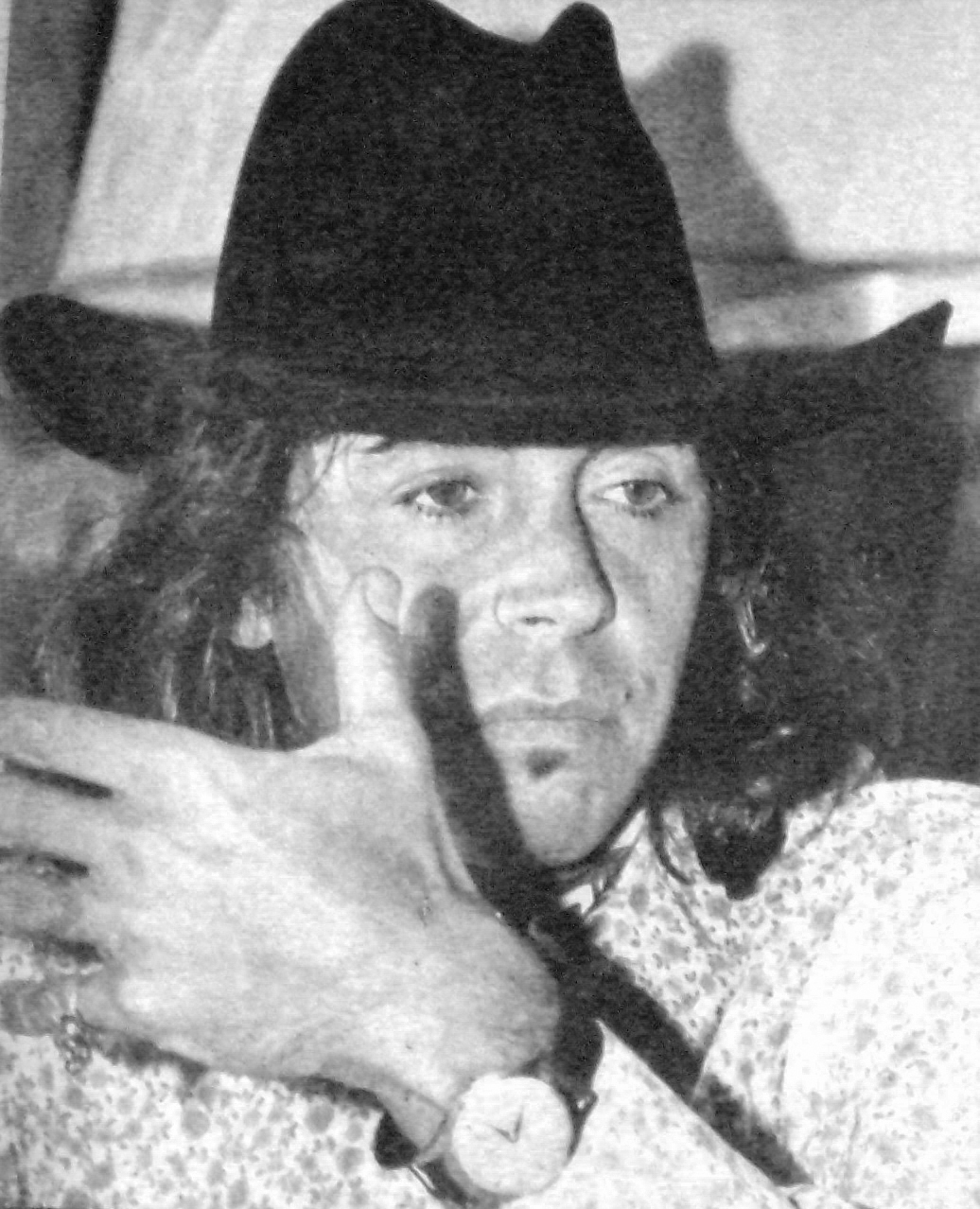
Леандро Барбьери

- Барбьери, Леандро (83) — аргентинский джазовый музыкант, лауреат премии «Грэмми» (1973) за музыку к фильму «Последнее танго в Париже»; пневмония[334].
- Гибнер, Борис[чеш.] (74) — чешский актёр и мим[335].
- Качаев, Самир Зиятин оглы (22) — азербайджанский скульптор, участник боевых действий в Нагорном Карабахе в начале апреля 2016 года; погиб в бою[336].
- Лампкин, Мартин (65) — британский мотогонщик, чемпион мира (1975)[337]
- Ракель, Тереза (82) — бразильская актриса («Новая жертва»)[338].
- Руденко, Валентин Фёдорович (78) — советский и украинский шахматный композитор, международный гроссмейстер (1980)[339].
- Ферри, Галлиено (87) — итальянский иллюстратор[340].
- Цзэн Цзиньму, Томас (95) — католический епископ, ординарий епархии Юйцзяна[341].
- Шароши, Ласло (84) — венгерский футболист, бронзовый призёр чемпионата Европы в Испании (1964)[342].
- Эмбер Рэйн (31) — американская порноактриса[343]
- Ященко, Леопольд Иванович (87) — советский, украинский хоровой дирижёр, фольклорист и композитор, руководитель хора «Гомон» (с 1969), народный артист Украины (1993)[344].

## 1 апреля

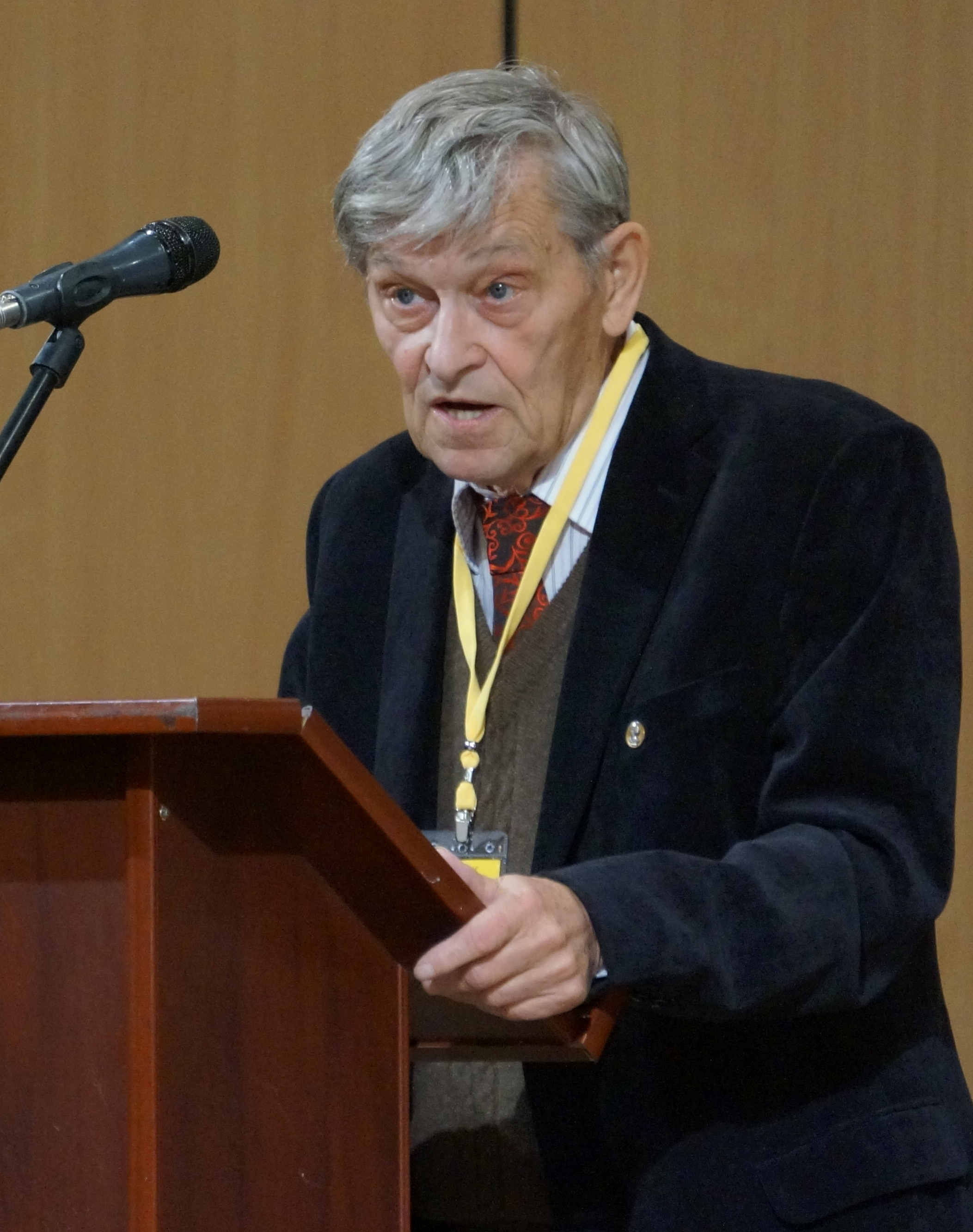
Рудольф Камелин

- Амельн, Карл-Роберт (96) — шведский яхтсмен, бронзовый призёр летних Олимпийских игр в Лондоне (1948)[345].
- Банерджи, Пратюша (24) — индийская актриса; самоубийство[346].
- Виллерс, Андре (85) — французский фотограф[347].
- Камелин, Рудольф Владимирович (77) — советский и российский ботаник, член-корреспондент РАН (1991; член-корреспондент АН СССР с 1990)[348].
- Кереш, Эмиль (90) — венгерский актёр[349][350].
- Морковкин, Валерий Вениаминович (76) — российский учёный-лексикограф, педагог. Доктор филологических наук, профессор[351].
- Томпсон, Патрисия (Елена Владимировна Маяковская; 89) — американский философ, писатель и педагог; дочь Владимира Маяковского[352].
- Феллер, Шнеур-Залман (103) — израильский юрист, лауреат премии Израиля (1994)[353].
- Фонтанези, Альберто (87) — итальянский футболист, играл на позиции нападающего, выступал, в частности, за «Лацио» и «Удинезе», а также национальную сборную Италии[354].